# Mănăstirea Bârnova
Mănăstirea Bârnova este o mănăstire de călugări amplasată în preajma municipiului Iași, în pădurile Podișului Central Moldovenesc, sub dealul Pietrăriei, în comuna Bârnova. La mănăstire se poate ajunge pe drumul spre Vaslui; imediat după Hanul Trei Sarmale, pe partea dreaptă, se desprinde un drum pe care se poate ajunge în satul Bârnova (10 km).

## Descriere generală
Mănăstirea Bârnova este situată într-un pitoresc cadru natural, printre copaci umbroși și împrejmuită cu ziduri puternice. Ea a fost ctitorită de domnitorul Moldovei, Miron Barnovschi-Movilă (1626-1629, 1633), de la care își trage și denumirea, iar lucrările au fost terminate de domnitorul Eustratie Dabija (1661-1666).
Ansamblul Mănăstirii Bârnova a fost inclus pe Lista monumentelor istorice din județul Iași din anul 2015, având codul de clasificare  IS-II-a-A-04103 și fiind alcătuit din următoarele 5 obiective:
- Biserica „Sfântul Gheorghe” - datând din perioada 1626-1629, având codul IS-II-m-A-04103.01
- Chiliile - datând din anul 1728, având codul IS-II-m-A-04103.02
- Ruinele din incintă - datând din secolul al XVII-lea, având codul IS-II-m-A-04103.03
- Turnul de la poartă - datând din secolul al XVII-lea, având codul IS-II-m-A-04103.04
- Zidul de incintă - datând din secolul al XVII-lea, având codul IS-II-m-A-04103.05

În curtea mănăstirii se află un tei hibrid natural (Tilia x haynaldiana Simk.) (T. platyphyllos x T. tomentosa) cu o vârstă de aproximativ 660 de ani, distins cu titlul de "Arborele Anului" în 2011.

## Istoric

### Fondarea Mănăstirii Bârnova
Pe locul unde se află astăzi Mănăstirea Bârnova domnitorul Ieremia Movilă a ctitorit în jurul anului 1603 o bisericuță de lemn având hramul Sfântului Mare Mucenic Gheorghe. Istoricul N.A. Bogdan, în monografia sa dedicată orașului Iași, a emis ipoteza că pe locul actual al Mănăstirii Bârnova ar fi existat anterior o altă biserică mai veche de lemn, de la domnitorul Ștefan Tomșa al II-lea (1611-1615, 1621-1623), ipoteză bazată pe faptul că biserica posedă un clopot din anul 1614, donație a acestui voievod. Deși nu sunt documente sigure în sprijinul acestei ipoteze, se poate crede totuși că a existat o biserică mică de lemn. Alte opinii presupun că acel clopot fusese comandat pentru bisericuța de pe Poartă, zidită de Ștefan Tomșa al II-lea în turnul de la intrarea în Curtea Domnească din Iași (cu hramul Sfintei Treimi).
Prima mărturie despre Mănăstirea Bârnova s-a păstrat de la cronicarul Miron Costin care a lăudat osârdia și strădania binecredinciosului voievod Miron Barnovschi-Movilă de a ridica noi locașuri bisericești. Acesta a ridicat Mănăstirea Barnovschi în orașul Iași, precum și Mănăstirea Hangu din Munții Neamțului, arătând o deosebită grijă față de Mănăstirea Dragomirna, ctitorită de mitropolitul Anastasie Crimca. După cum scrie Miron Costin, domnitorul Barnovschi „mănăstiri și beserici câte au făcutu, așea în scurtă vreme, nice unu domnu n-au făcutu. Făcut-sau alți domni și mai multe, iară cu mai îndelungate vremi, în 40 de ani unii, alții în 20 de ani, iară elu în trei ani”.
Înșiruind realizările domnitorului Miron Barnovschi pe plan bisericesc, cronicarul Miron Costin adaugă și că a zidit „așijdere și Bârnova, lângă Iași, care apoi au fârșit-oă Dabije-vodă”.. Amintind din nou ctitoriile domnitorului, cronicarul umanist subliniază că „și au urdzit și Bârnova pre numele său, supt dealul Pietrăria lângă Iași”.
O altă mărturie este hrisovul domnesc scris la Iași în Cancelaria domnitorului Miron Barnovschi în ziua de 11 noiembrie 1628: “Io Miron Barnovschi Voievod, din mila lui Dumnezeu, domn al Țării Moldovei. Iată au venit înaintea domniei mele și înaintea tuturor boierilor domniei mele, mari și mici, sluga domniei mele, Dima călăraș de Țarigrad, de bună voia lui, nesilit de nimeni, nici asuprit și au vândut dreapta sa ocină și vie, cu crame și cu grădini și cu îngrădire și cu tot venitul. Aceea am vândut-o rugătorilor domniei mele, călugărilor de la Sfânta Mănăstire a domniei mele, nou zidită, care se cheamă Bârnova, unde este hramul Sfântului și slăvitului mucenic Ioan cel Nou… S-a înscris în Iași, în anul 7137 (=1628), noiembrie, 11 zile. Însuși domnul a poruncit, Barnovschi Voievod”.
În anul 1629, domnitorul Miron Barnovschi a fost mazilit și a fugit în Polonia, biserica nefiind încă terminată. Revenit la tron pentru o scurtă perioadă în anul 1633, Miron Vodă a fost însă arestat și executat prin decapitare la Constantinopol în ziua de 2 iulie 1633. În timpul detenției, Miron Vodă și-a redactat testamentul, în care arăta că "Sfânta Monastire Bârnova, care este începută de noi vedem că, după vremuri ce stătură, că alt nime nu va putea să o săvârșească, numai putere domnească. Pentru aceea de va alege Dumnezeu un domn creștin, ca acela să săvârșească, Dumnezeu să-i vie într-ajutor. Monastirea cea de lemn ce s-au făcut întâiu, să aibă acești boieri a o socoti și întări".

### Terminarea construcției

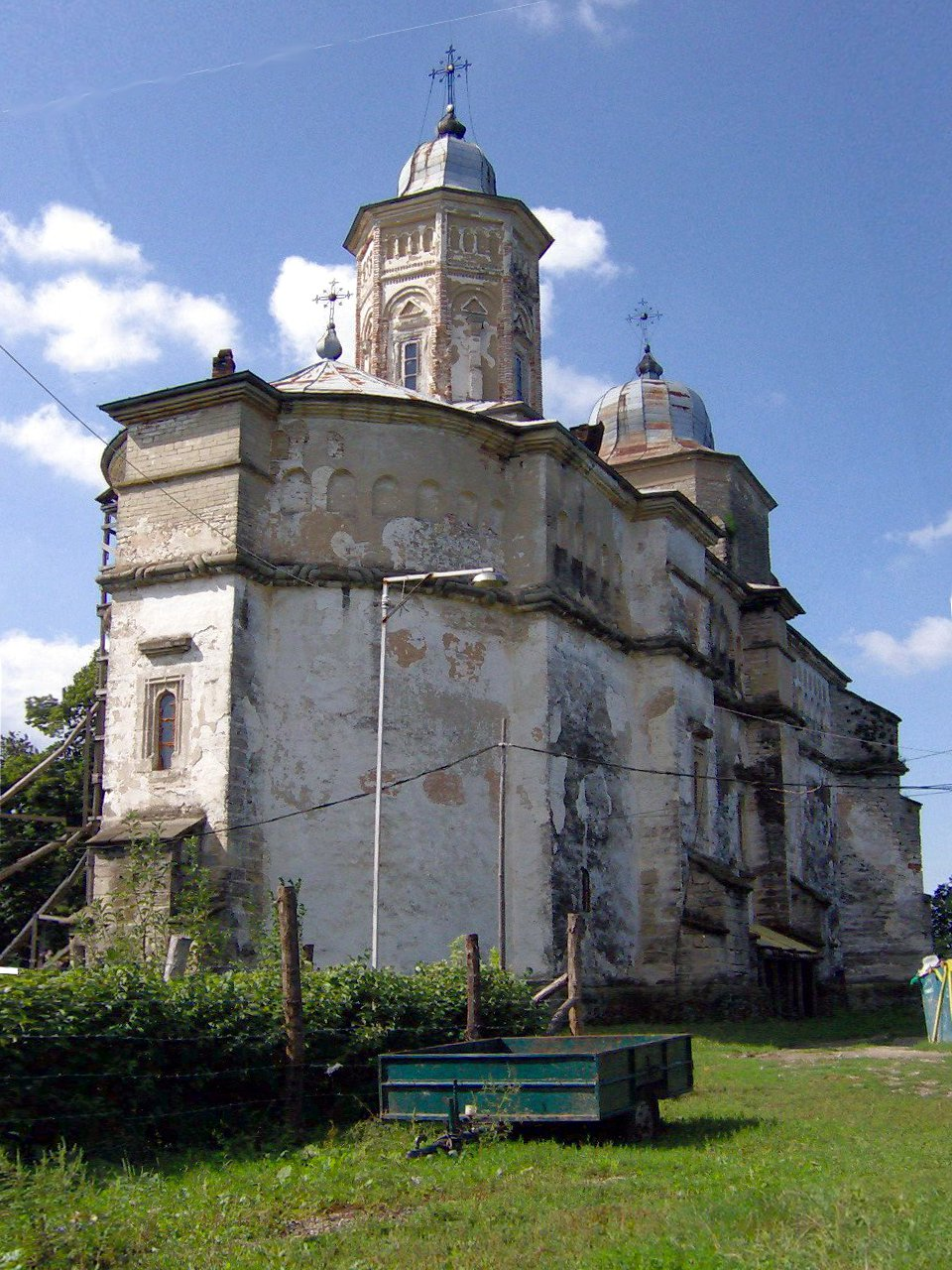
Biserica Mănăstirii Bârnova.

În urma unei examinări atente a bisericii Gheorghe Balș constată că aceasta a fost "deja pe de-a-ntregul boltită" încă din vremea lui Miron Barnovschi, voievodului Istrate Dabija nerămânându-i decât să termine lucrările, după cum o dovedesc elemente de alt stil existente tocmai la paramentul turlei.
Domnitorul Eustratie Dabija (1661-1665) și Dafina Doamna au meritul de a îndeplini prevederea din Testamentul lui Miron Barnovschi, preluând pe cheltuiala lor terminarea construirii Mănăstirii Bârnova și înzestrând-o cu odoare de preț: cărți de cult, icoane și candele. Dabija Vodă a murit în anul 7174 (=1666), fiind înmormântat în biserica a cărei construcție o încheiase. Cronicarul Ion Neculce menționează că "l-a dus cu toată boerimea cu mare cinste, de l-au îngropat la mănăstirea lui, în Bărnova, care este de dânsul, isprăvită; iară din temelia ei a fost început-o Bărnovscki Vodă a o zidire, și n-a apucat să o isprăvească, că a perit la Poartă".
Din documentele medievale reiese că, Mănăstirea Bârnova, a fost închinată Sfântului Mormânt de la Ierusalim - era o practică de epocă - însă, nu s-a păstrat actul de închinare sau nu s-a descoperit încă, deci nu putem ști exact când și de cine a fost închinată. În anul 1665, la trecerea la cele veșnice a Voievodului Istrate Dabija, Mănăstirea Bârnova nu era închinată. În argumentarea acestei ipoteze aducem faptul că inscripția de pe piatra de mormânt a lui Dabija este în limba slavonă. Dacă mănăstirea ar fi fost închinată la acea dată, cred că, inscripția ar fi trebuit să fie în limba greacă. Un document din 11 august 1670 ne face să credem că la acea dată, Mănăstirea Bârnova era închinată, deoarece este consultat și patriarhul Dosoftei al Ierusalimului într-o pricină a mănăstirii legată de satul Căpotești.
În anul 1678, doamna Dafina Dabija a dăruit Mănăstirii Bârnova, unde era înmormântat soțul ei, mai multe sate lăsate de acesta cu limbă de moarte; documentul de danie precizează că unele din aceste proprietăți fuseseră cumpărate împreună cu doamna Dafina. După doi ani, pe la anul 1680, Dafina Doamna dădea sate, vii și țigani Mănăstirii Bârnova, arătând că acest așezământ a fost început de către Miron Barnovschi, dar neterminat, rămânând în această stare „până la vreme domniei Mariei Sale raposatul mieu domn, ce scris mai sus, lui Evastratie Dabija vodă, carile dimpreună și cu noi, dintru bună dumnezeiască îndemnare apucându-ne, am zidit biserica până în desăvârșitu, iar cu alte, câte să cade sfintei mănăstiri podoabe și așezături fiind de l-au apucare moarte, n-au apucat să o împodobească și să o temeeze, ce noi în vieața noastră, când am avut vreme, am nevoit și am împodobit și o am întemeiată după putință cu de toate, câte trebuiescu unii sfintii mânăstirii".
În anul 1728, domnitorul Grigore al II-lea Ghica se mută vremelnic împreună cu toată curtea sa la Bârnova, mai ales spre a se feri din calea epidemiei de friguri care a bântuit Iașul în vremea domniei sale. Cronica Ghiculeștilor ne spune că domnitorul a făcut aici diverse amenajări, a refăcut clădirile din incintă care erau degradate complet și a înălțat zid de împrejmuire prevăzut cu creneluri și foișor de pază. “Și văzând Grigore Voda, acolo la mănăstire, casele stricate și pustii…, s-a apucat cu cheltuiala sa și a făcut niște case minunate și un râmnic mare ziditu cu piatră prin prejur și deasupra râmnicului cerdacu cum se vede”.
Mănăstirea Bârnova a avut multe moșii, printre care Buhaiul, Cascariu, Dumbrăvița, Puțineni (jud. Dorohoi), Bâlca, Păunești, Borșani, părți din Fierbinți și Haret (jud. Putna), Capotești, Petrești, Scânteia, Valea Satului, Belcești și Filozofu (jud. Vaslui), Iezerul de la Dorohoi etc.

### Decăderea mănăstirii
La 15 septembrie 1863, prin efectul Legii secularizării averilor mănăstirești, domeniile și bunurile mănăstirii trec în proprietatea statului, în timp ce Palatul doamnei Dafina este transformat în școala satului și casă parohială. Ca urmare a pierderii proprietăților care aduceau venituri mănăstirii și a plecării călugărilor la alte mănăstiri, biserica s-a ruinat, catapeteasma putrezind cu totul. O primă serie de lucrări de restaurare s-au efectuat în 1875.
Ulterior, în anul 1902, s-au efectuat o serie de reparații interioare și s-a înlocuit catapeteasma cu cheltuiala preotului paroh Gh. Mereuță și a soției sale, Eufrosina, prin osteneala economului I. Mitescu din Iași. Cu această ocazie s-a amplasat o placă metalică pe peretele estic al pridvorului, având următoarea inscripție: "Această sf. biserică zidită de fericitul ctitor MIRON BÂRNOVSKI V.V. la 1630, acum în anul 1902, catapiteasma ajungend în stare cu totul putredă s'a făcut din nou împreună și cu alte reparațiuni interne cu cheltuiala smeritului preot paroh GH. MIREUȚĂ și soția sa EFROSINA, prin osteneala Economului I. Mitescu din Iași, în ḑilele MAJESTĂȚEI SALE CAROL I REGELE ROMÂNIEI, sub Arhipăstoria Înalt Prea sf. PARTHENIE MITROPOLIT MOLDOVEI."
La începutul secolului al XX-lea, istoricul N.A. Bogdan își exprima regretul că acest monument istoric era ignorat de contemporanii săi. "Ce pacat că un monument așa de frumos cum este acesta, așa de inpunător, trainic și vrednic de a fi cercetat de lume, stă mai deșert cu anii, căci mai nimene din lumea romînească nu'l cunoaște, cum este el situat în singuratatea în care se găsește, și cu nepasarea celor ce ar trebui să vegheze asupra unor atari sfinte locașuri." 
În două perioade: 1908-1945 și 1950-1990, lăcașul de cult a avut statut de parohie, iar între anii 1945-1950 a fost mănăstire de maici.
La intervenția Comisiei Monumentelor Istorice, între anii 1968-1970 s-au efectuat lucrări de restaurare a monumentului istoric. În acea perioadă s-a restaurat turnul clopotniță de la intrare și s-a înlocuit tabla de pe acoperișul bisericii cu tablă galvanizată.

### Reînființarea mănăstirii
În iulie 1991, după o perioadă de părăsire a mănăstirii în timpul regimului comunist, timp în care biserica și Palatul domnesc al doamnei Dafina au început să se ruineze, tradiția monastică a revenit la Bârnova, mitropolitul Daniel Ciobotea al Moldovei și Bucovinei redându-i statutul de mănăstire de călugări și acordând binecuvântare ieromonahului Calistrat Chifan de a se ocupa de reorganizarea mănăstirii. Din noiembrie 1996, starețul mănăstirii este protosinghelul Paisie Furdui, iar Mănăstirea dispune de o obște monahală tânără.
Ieromonahul Calistrat Chifan, duhovnicul care s-a ocupat de renașterea vieții monahale la Bârnova, a fost pus sub canon în anul 2003, interzicându-i-se să oficieze ceremonii religioase și sfintele taine. Monahul a fost acuzat de neascultare față de ierarhi, tunderea în monahism a unor tineri minori fără respectarea canoanelor bisericești, folosirea necanonică a bunurilor aduse mănăstirii de către credincioși, clevetirea și discreditarea ierarhilor și a preoților. După un canon de șase ani, la 1 martie 2009, Consistoriul eparhial a hotărât să-l dezlege de canon, mutându-l la Mănăstirea Vlădiceni.
Între anii 2018 - 2023 Mănăstirea Bârnova a fost restaurată. Lucrările au fost începute în aprile 2018 și executate de asocierea SC IASICON SA și SC CONSTRUCȚII UNU SA, șef proiect complex fiind arhitectul dr. Ioan Sasu și șef proiect structură Constantin Firtea.
Fondurile necesare lucrărilor de restaurare și consolidare au fost acoperite prin Programul Operațional Regional POR 2014 - 2020, în cadrul Proiectului European „Restaurarea și valorificarea Turistică și Culturală a Ansamblului Mănăstirii Bârnova”.

## Arhitectura bisericii

### Arhitectura exterioară

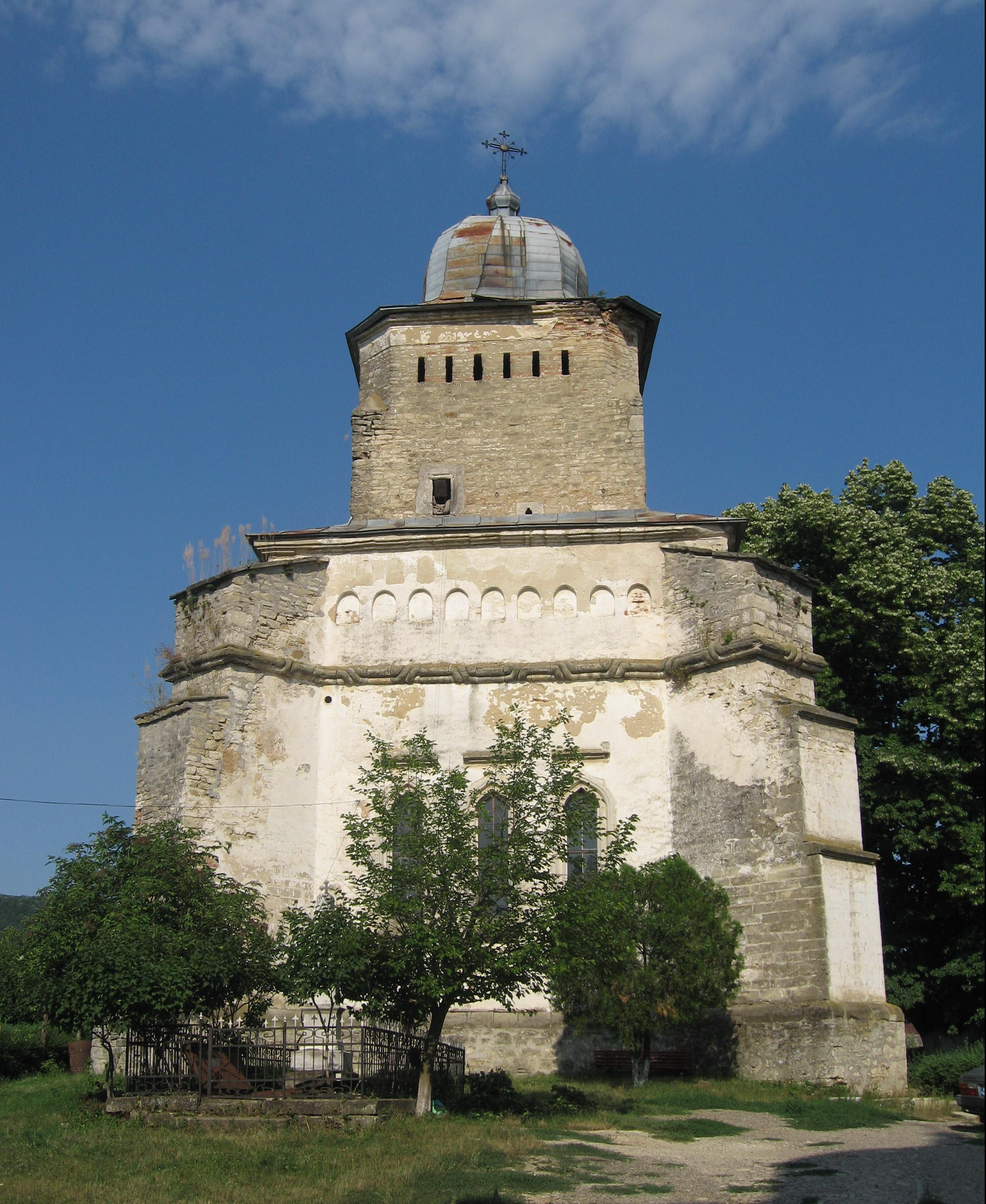
Biserica Mănăstirii Bârnova. Vedere a contraforturilor.

Planul arhitectural al Mănăstirii Bârnova este asemănător cu cel al Mănăstirii Dragomirna, ea făcând parte din ansamblul marilor ctitorii arhitecturale din Moldova care sintetizează din acest punct de vedere elementele arhitecturale românești cu cele bizantine, transmise prin Țara Românească.
Ascunsă în codrii seculari ai Iașului, incinta Mănăstirii Bârnova este protejată de ziduri înconjurătoare de apărare, cu metereze. La poartă este un turn clopotniță, prin care se intră în Mănăstire. Atât clopotnița, cât și zidurile de incintă sunt lipsite de vreo inscripție.
Biserica are o înfățișare exterioară măreață, fiind construită în stilul Galatei, în plan triconc, cu două turle, din care una masivă, deasupra pridvorului și alta mai subțire, octogonală, ornamentată în exterior. Pentru prima dată în Moldova, la bisericile lui Miron Barnoschi-Movilă apare turnul-clopotniță lipit de biserică, amplasat deasupra pridvorului. Acesta schimbă și îngreuiază înfățișarea exterioară a bisericii în ansamblul ei. Turla de deasupra pridvorului este un element de fortificație, având la primul etaj o tainiță în care puteau fi ascunse odoarele bisericii la vreme de primejdie și la etajul al doilea o încăpere cu rol de apărare, având practicate în ziduri metereze pentru tras cu pușca. În această turlă se intra printr-o ușă secretă, ascunsă în epocă de spătarul unei strane bisericești din pronaos. De asemenea, se remarcă și prezența contraforturilor laterale masive pe colțurile pridvorului.
Gheorghe Balș constată că Bârnova ca elansare și zveltețe a formelor sale nu se ridică la nivelul Dragomirnei, deși arhitecții moldoveni din acea vreme au împrumutat planul acestei monumentale biserici.

### Arhitectura interioară
Biserica Mănăstirii Bârnova este împărțită, conform tradiției bizantine, în pridvor, pronaos, naos și altar. Pridvorul este dreptunghiular, sprijinit în exterior, la colțuri, de contraforturi masive. În interior are o boltă cu două calote, care sunt ornamentate de jur împrejur de torsade timbrate cu scuturi mici. Pronaosul este asemănător cu cel al Mănăstirii Dragomirna, dar cu boltiri mai simple și lipsit de ornamentarea fastuoasă a ctitoriei lui Anastasie Crimca. Între pronaos și naos lipsește peretele despărțitor, fiind înlocuit cu trei arcade și doi pilaștri groși, reprezentând una dintre caracteristicile arhitecturii bisericești din secolul al XVII-lea din Moldova, prototipul acestei noi împărțiri găsindu-se pentru prima dată la Mănăstirea Galata.
Naosul prezintă particularitatea de a transmite greutatea turlei pe zidurile laterale prin arcuri transversale, întocmai ca la Mănăstirea Dragomirna. În schimb, lipsesc nervurile împodobite cu torsade, precum și arcaturile încrucișate ale bolții. O catapeteasmă mare desparte naosul de altar. Biserica Mănăstirii Bârnova nu este pictată.

### Necropolă

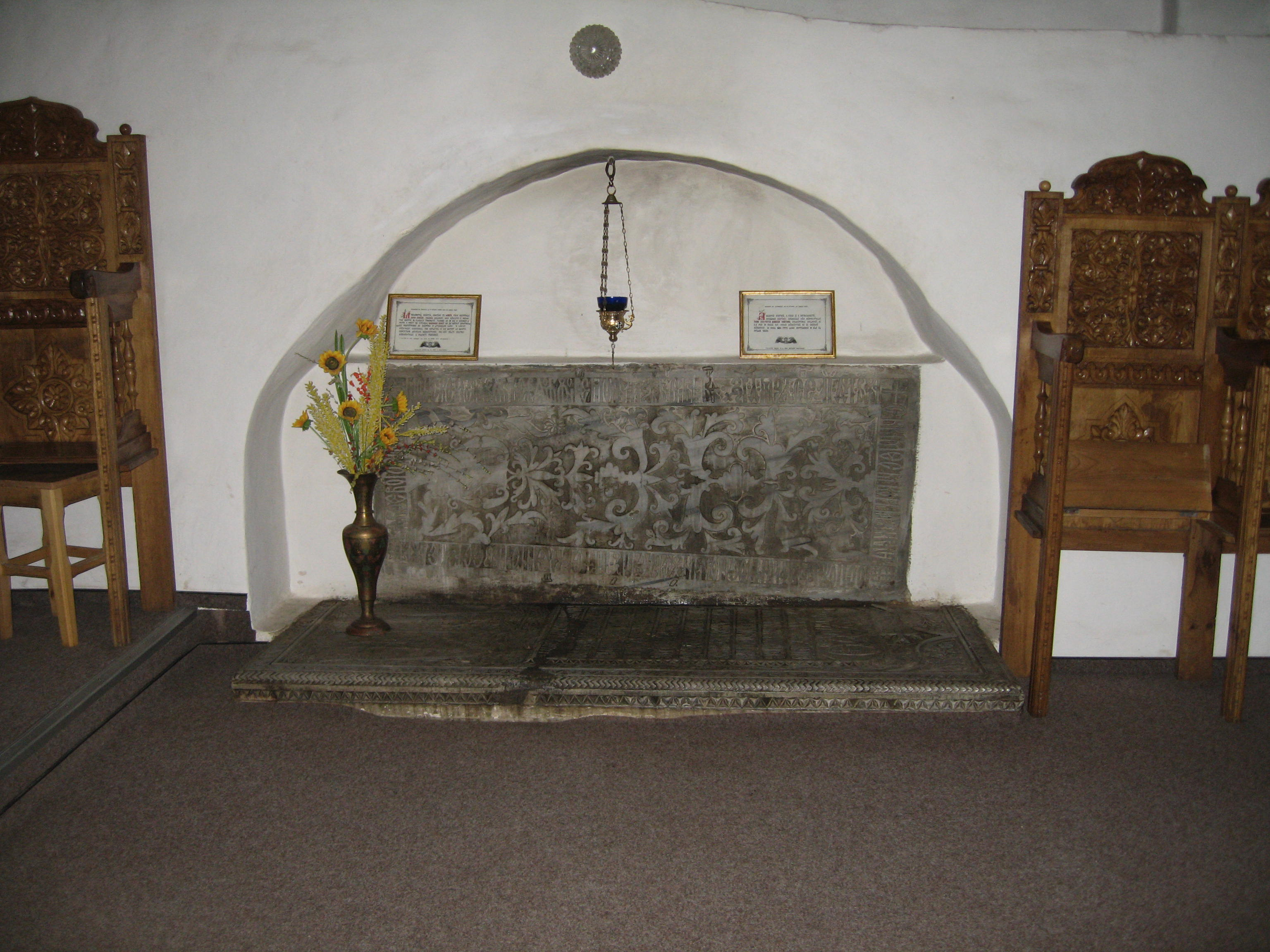
Piatra de mormânt a domnitorului Eustratie Dabija și a fiicei sale.

În pronaos, în partea dreaptă, lângă peretele de sud și în peretele de sud, se află două pietre de mormânt: a domnitorului Eustratie Dabija și a domniței Maria, fiica lui Dabija.
Pe piatra de mormânt, frumos sculptată în marmură, a domnitorului din anul 1666, este următoarea inscripție în limba slavonă:
„Această piatră au făcut-o și înfrumusețat-o Doamna Dafina Domnului său, răposatul Io Dabija Voievod, Domnul Țării Moldovei și s-au îngropat în ruga sa noua mănăstire ce se chiamă Bârnova în anul 7174, luna septembrie 11 zile, 2 ceasuri.”
Cea de-a doua piatră de mormânt este a domniței Maria, unica fiică a lui Dabija Vodă și a Doamnei Dafina, decedată în anul 1677, la vârsta de 15 ani. În partea superioară a pietrei este încrustată stema Moldovei, capul de bour fiind încoronat și având o stea în opt colțuri între coarne, iar de o parte și de alta soarele și luna. În partea inferioară a pietrei se află un ornament compozit de tip oriental, reprezentând 3 vase cu flori încadrate de 2 chiparoși. Inscripția în limba greacă (de fapt o veritabilă tânguire) ocupă cea mai mare a pietrei:
„Mormântul acesta cuprinde pe Maria fiica vestitului Domn al Moldovei Dabija, singur al lui copil, și fără vreme au răpit-o în tinerețe moartea, secerată fiind la vârsta de 15 ani. Puțin a trăit laolaltă cu Gheorghe, om ales, din neamul domnesc al Ruseteștilor și l-a lăsat văduv de trupul ei, iar sufletul ei a zburat spre nunta veșnică a cereștilor lăcașuri. N-o plângeți pe ea repede stinsă ci mai curând fericiți-o (că a scăpat de sarcina) trecătoarei vieți (...)”
De asemenea, tot în pronaos, dar în partea stângă, spre peretele nordic al bisericii, se mai găsește o altă piatră de mormânt, având o inscripție în limba slavonă săpată într-un chenar jur-împrejurul pietrei. În centrul pietrei sunt flori stilizate, iar la cele patru colțuri câte o rozetă. Textul inscripției este următorul: "Această piatră au făcut-o și înfrumusețat-o pan Ștefan ceașnic și cneaghina sa Agrăina pentru (...)"

### Obiecte de patrimoniu
În inventarul bisericii se află un epitaf brodat cu fir, având următoarea inscripție în limba greacă: "S-a dat acest aer în sfânta mănăstire a sfinților mucenici Gheorghe și Ioan a Bârnovei de către roaba lui Dumnezeu Maria Ușeroaia spre pomenire ei și a părinților. 1671"

## Alte construcții din incinta mănăstirii

### Zidul de incintă
Mănăstirea Bârnova este înconjurată de un zid de incintă construit din piatră, cu o înălțime de circa 5 metri. Zidurile înconjoară mănăstirea din toate părțile, având o formă de patrulater cu laturile de 102x95 m, precum și o grosime de 1,35 m (la bază) și de 1,00 m (înspre partea superioară). Materialele de construcție provin din rezervația paleontologică Repedea aflată în apropiere, fiind calcare sarmatice sfărâmicioase, de slabă calitate. Rezistența scăzută la intemperii a acestor materiale a făcut ca zidul să se ruineze în timp, el fiind refăcut între anii 1985-1987 pe porțiunile căzute.
Zidul era susținut de contraforturi pe toate laturile, dar în prezent s-au mai păstrat doar două dintre acestea pe latura de vest a incintei. Pentru mărirea rezistenței zidăriei s-au introdus în zid bârne groase de stejar. Mănăstirea Bârnova fiind o construcție fortificată cu rol de apărare a avut în interior un drum de strajă din lemn, care înconjura zidurile de jur împrejur, precum și metereze.
În incinta mănăstirii se poate intra pe două căi de acces: pe sub turnul clopotniță de pe latura de est și printr-o poartă de mici dimensiuni practicată într-un turn de pe latura de vest, boltită sub un arc de piatră.

### Turnul clopotniței
Ca și zidul de incintă, și turnul clopotniță amplasat pe latura de est a incintei, era construit din calcar sarmatic de Repedea, material sfărâmicios ales probabil pentru motivul că era mai ușor de adus de la cariera aflată în împrejurimi.
Turnul are două etaje; la parter se află o intrare boltită în incinta mănăstirii, la primul etaj se află tainița, având ferestre dreptunghiulare de dimensiuni mici, iar la al doilea etaj este camera clopotelor cu ferestre de dimensiuni mari, terminate la partea superioară în acolade. Acoperișul turnului are forma unui bulb alungit. Intrarea în turn se face pe o scară de zid aflată pe latura nordică.

### Casa Egumenească (Palatul Domnesc, Palatul Dafinei)
În curtea Mănăstirii se află Palatul Domnesc al doamnei Dafina, construit odată cu mănăstirea și la care arheologii au identificat trei niveluri de construcție, puse în evidență de cele trei niveluri de pardoseală deasupra pivniței, datate 1629?, 1667 și 1728.
În anul 1678, doamna Dafina Dabija a dăruit Mănăstirii Bârnova, unde era înmormântat soțul ei, mai multe sate lăsate de acesta cu limbă de moarte. Doamna Dafina a refăcut casa egumenească, locuind o perioadă în ea.
În anul 1728, domnitorul Grigore al II-lea Ghica se mută vremelnic împreună cu toată curtea sa la Bârnova, mai ales spre a se feri din calea epidemiei de friguri care a bântuit Iașul în vremea domniei sale. Cronica Ghiculeștilor ne spune că domnitorul a făcut aici diverse amenajări, a refăcut clădirile din incintă care erau degradate complet și a înălțat zid de împrejmuire prevăzut cu creneluri și foișor de pază. “Și văzând Grigore Vodă, acolo la mănăstire, casele stricate și pustii…, s-a apucat cu cheltuiala sa și a făcut niște case minunate și un râmnic mare ziditu cu piatră prin prejur și deasupra râmnicului cerdacu cum se vede”. Domnitorul a amenajat la Mănăstirea Bârnova o reședință de vară.
În anul 1875, clădirea a suferit unele refaceri. În a doua jumătate a secolului al XX-lea, latura stângă a clădirii s-a degradat puternic. Autorii lucrărilor de restaurare începute în 1999 au protejat provizoriu clădirea printr-o șarpantă din lemn peste care s-a pus o învelitoare din pânză bituminată. Zidurile sunt ruinate în prezent, în jurul cărora schelele ridicate în urmă cu ani au putrezit.
În comunicarea "Scoaterea din pericol a clădirilor de patrimoniu" prezentată la Conferința Internațională de Structuri Portante Istorice din anul 2007, profesorul Virgil Polizu considera Casa Egumenească a Mănăstirii Bârnova ca monument aflat în stare de ruină și propunea o serie de intervenții de primă necesitate:
- scoaterea umidității din ziduri prin crearea unui dren interior pe axul subsolului și acoperire de protecție
- asigurarea structurii portante prin adăugarea de schele-eșafodaj de susținere, sprijiniri de rigidizare, injectări de plombe și completări ale zidurilor prăbușite.

### Beciuri
În incinta mănăstirii, la mică distanță de absida altarului bisericii, se află niște ruine ale unor beciuri construite în secolul al XVII-lea. Tavanul beciurilor este boltit, el fiind confecționat din piatră. Stratul de pământ care le acoperea a fost îndepărtat cu prilejul efectuării lucrărilor de restaurare, dorindu-se ca beciurile să fie astfel mai bine puse în valoare.
Fiind complet neprotejate, există pericolul ca aceste beciuri să se surpe.
În partea sudică a bisericii, în spatele pridvorului, se află o criptă cu un frumos monument funerar deasupra ei, operă a sculptorului V. Scutari. Aici au fost înmormântați preotul Gheorghe Mireuță (1835 - 12 septembrie 1908) și soția sa, presvitera Eufrosina (1848 - ?).

## Prezent
În prezent, Mănăstirea Bârnova are două hramuri:
- Sfântul Mare Mucenic Gheorghe Purtătorul de biruință (23 aprilie)
- Sfântul Mare Mucenic Ioan cel Nou de la Suceava (2 iunie)

## Imagini

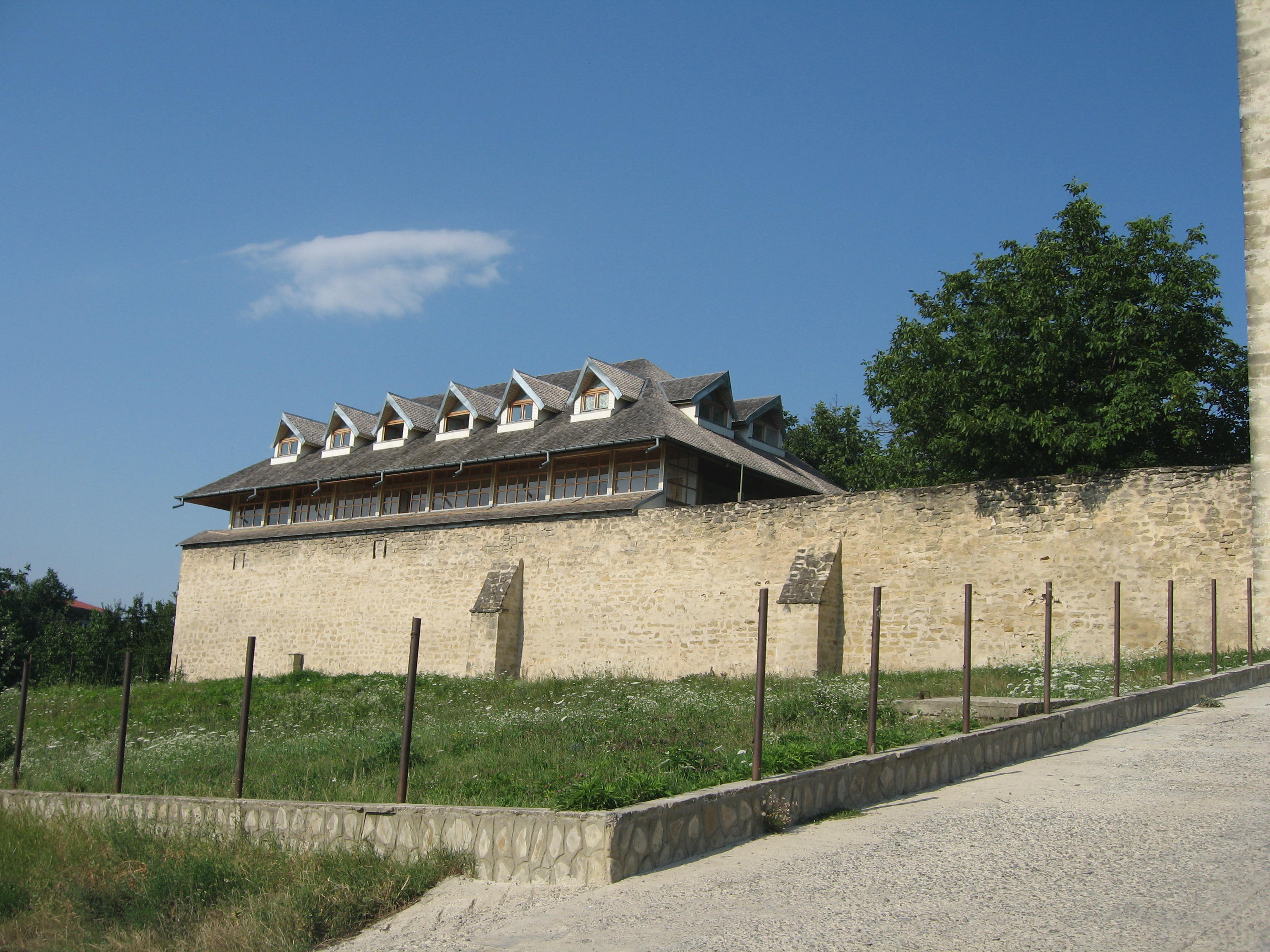
Zidurile de incintă
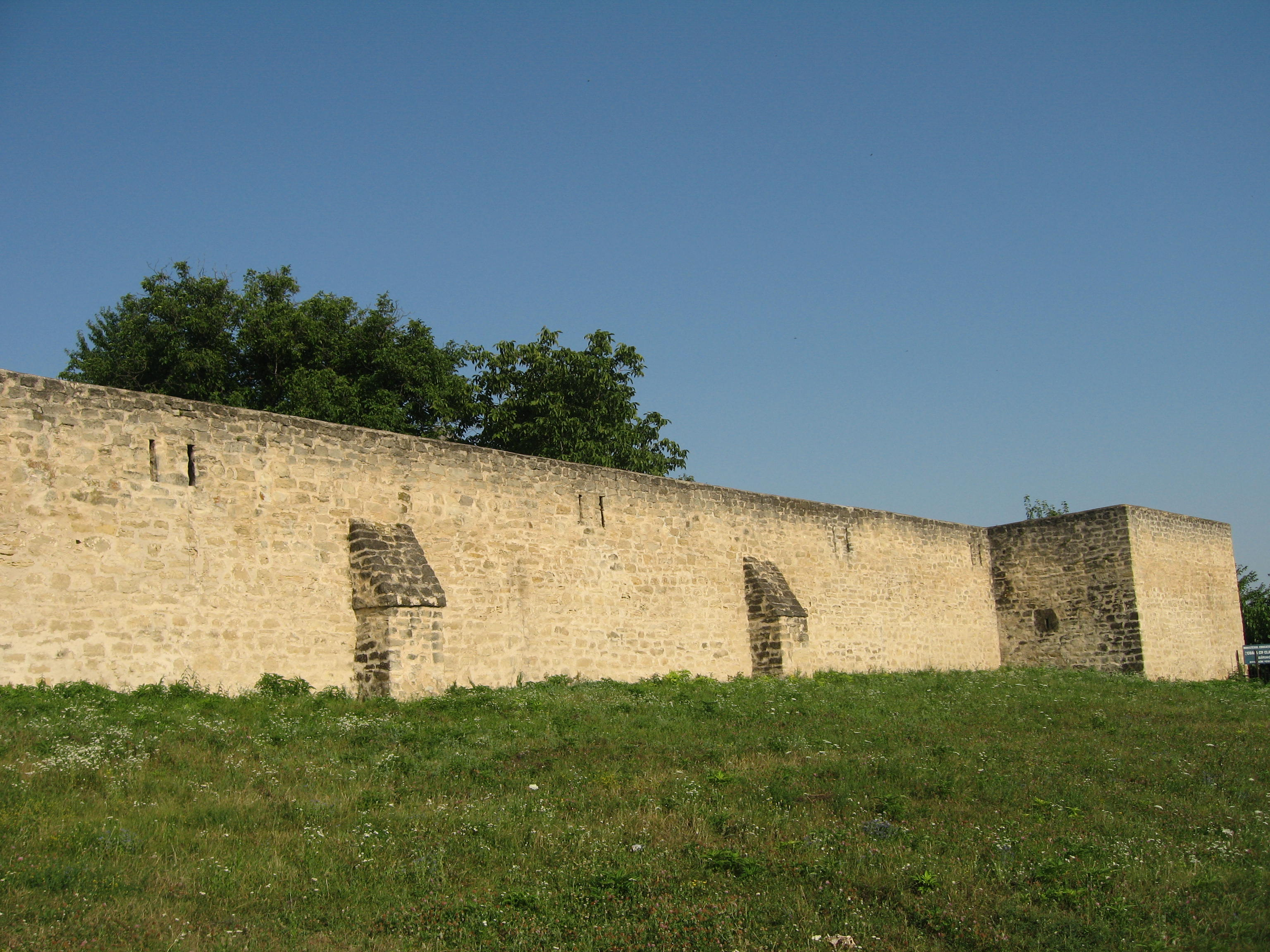
Zid de incintă cu contraforturi
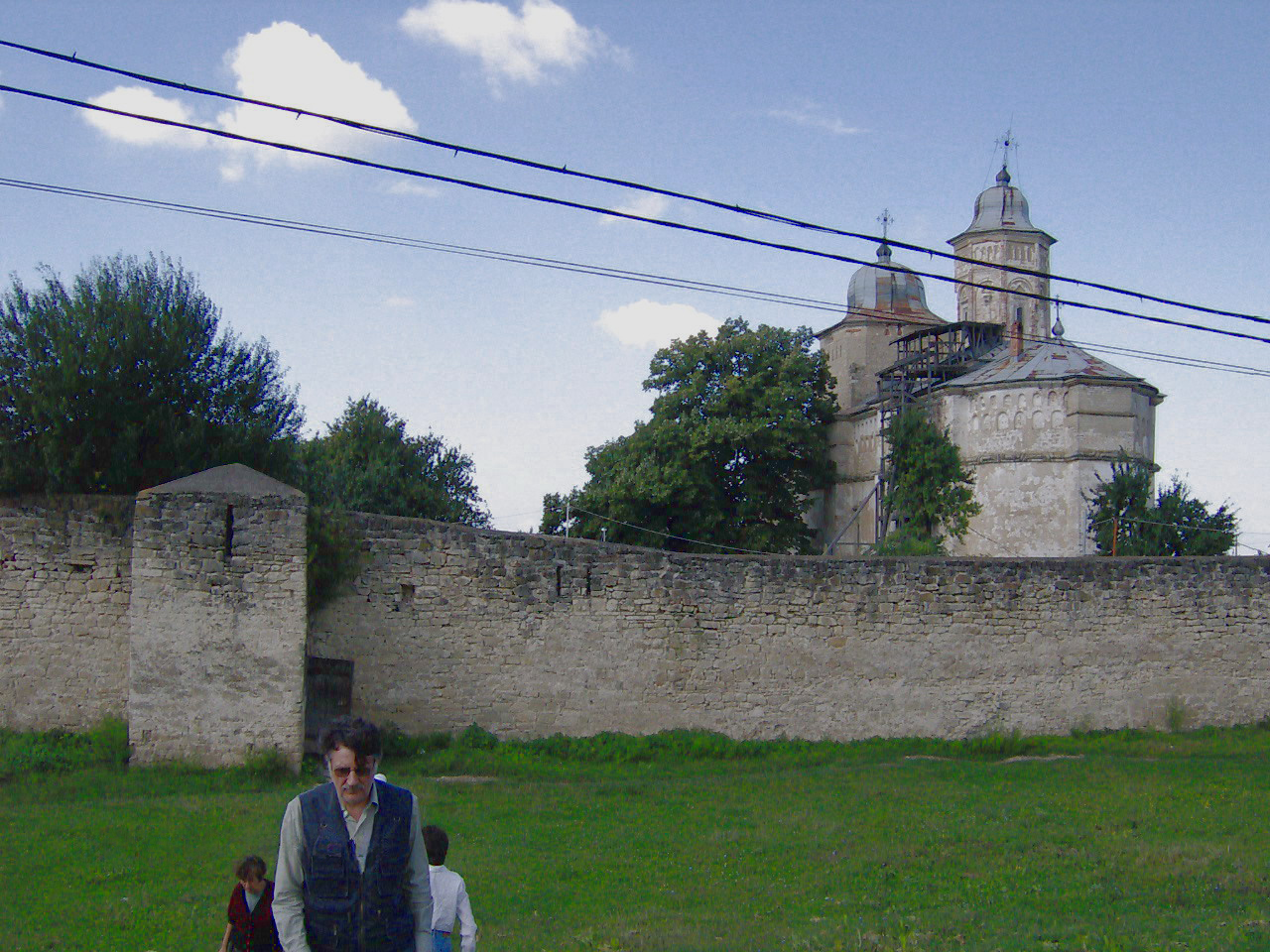
Zidurile de incintă privite de la intrarea de nord
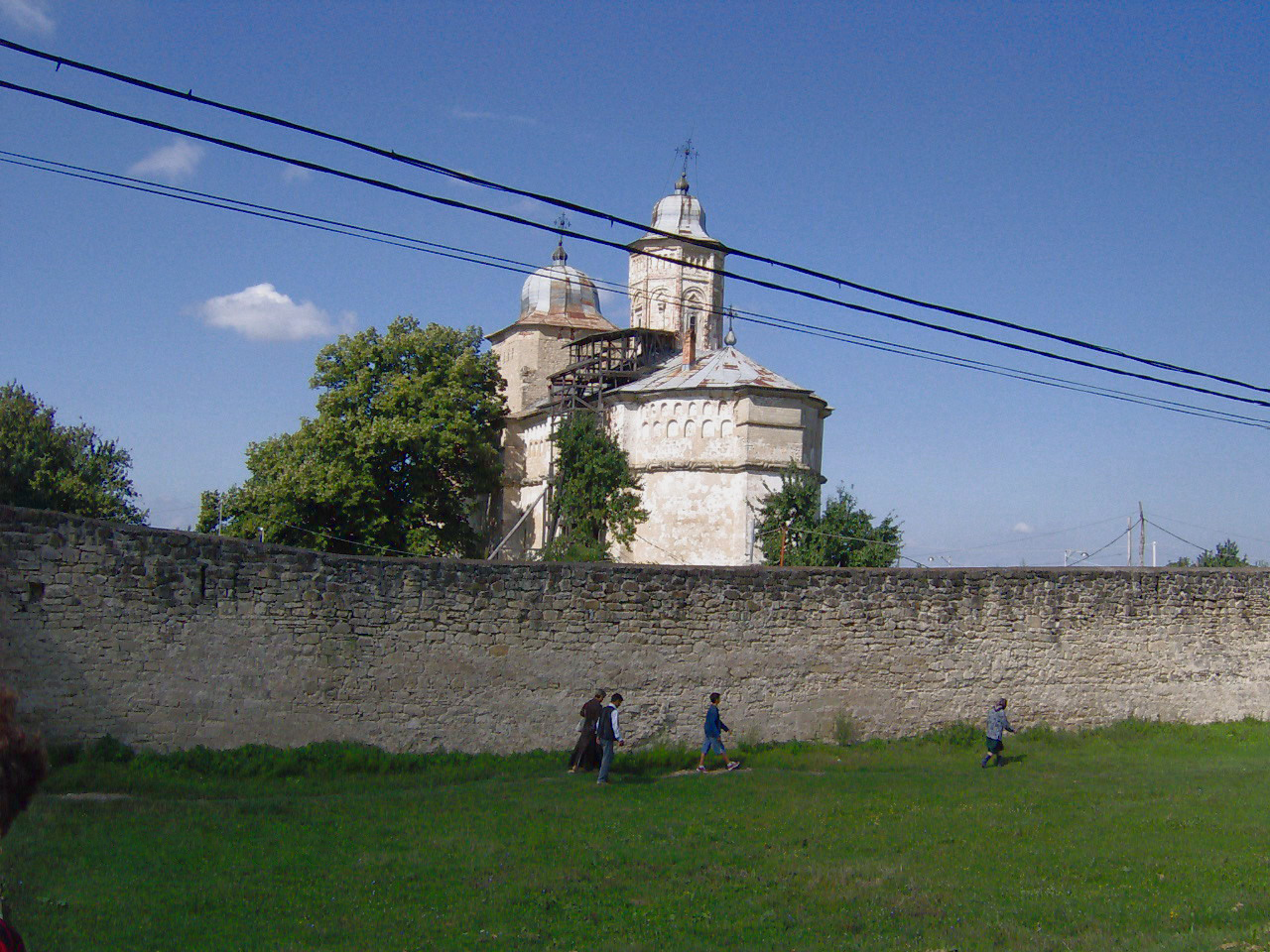
Zidurile de incintă privite de la intrarea de nord
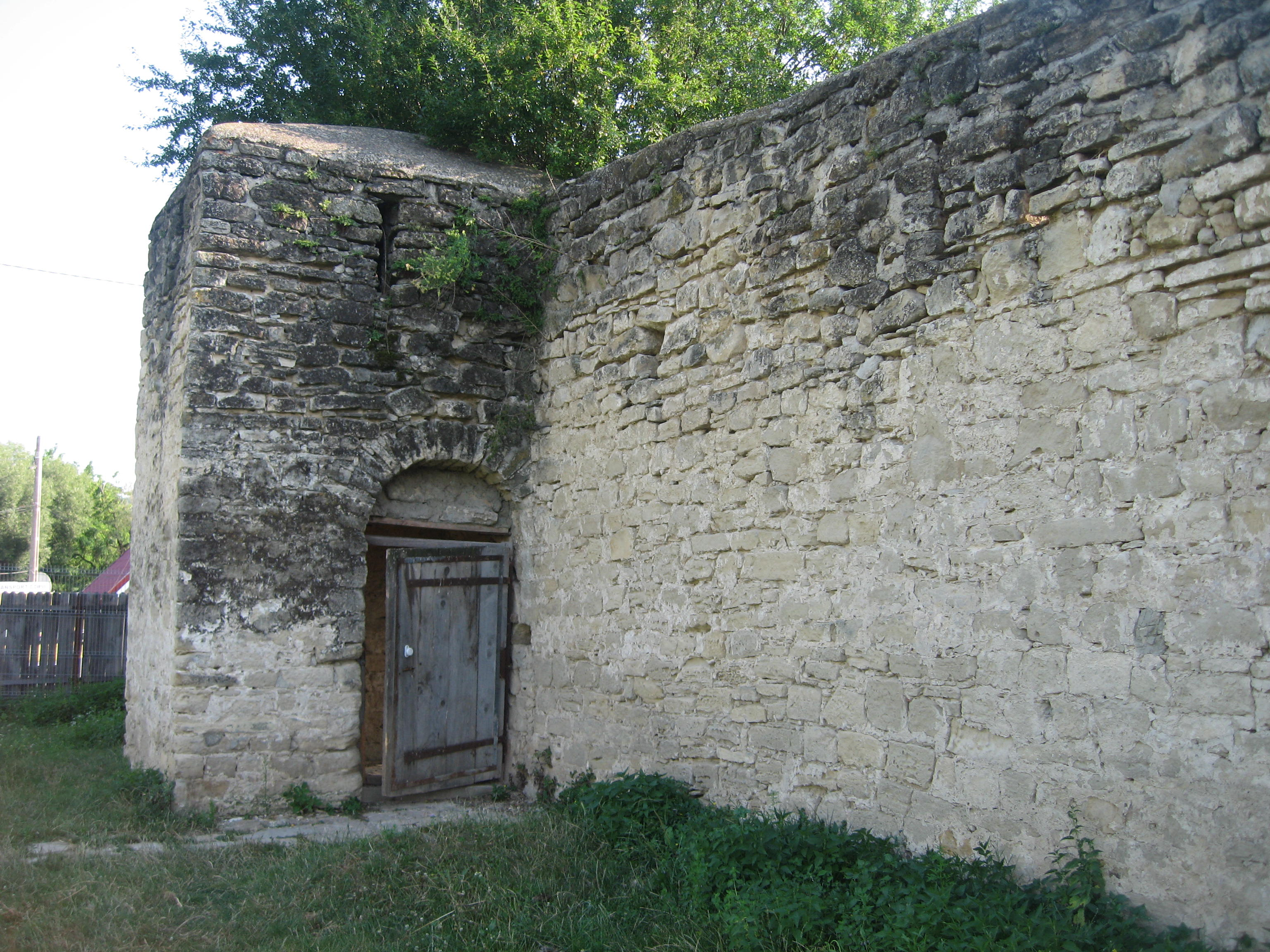
Intrare în incintă pe latura de nord
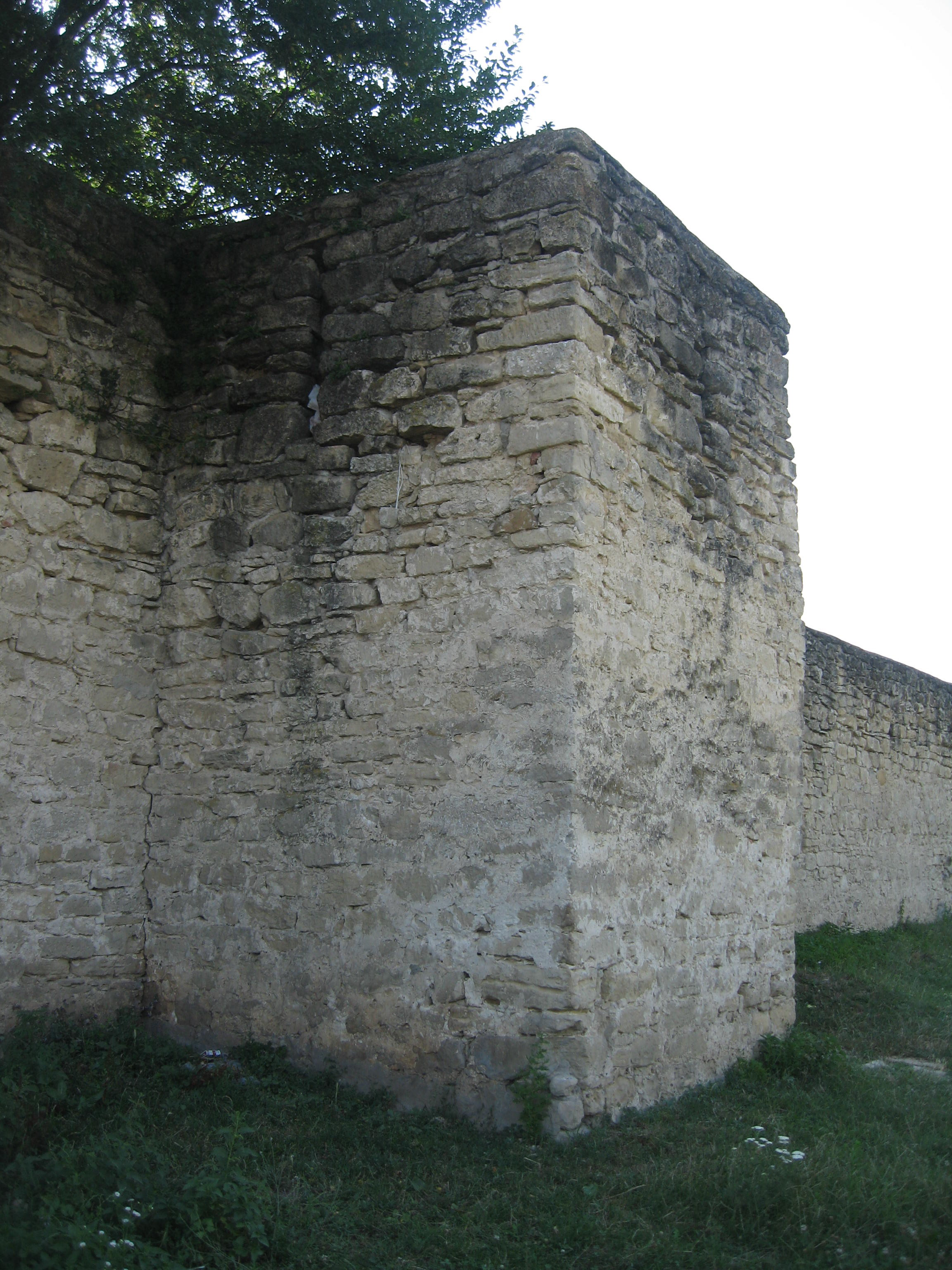
Contrafort
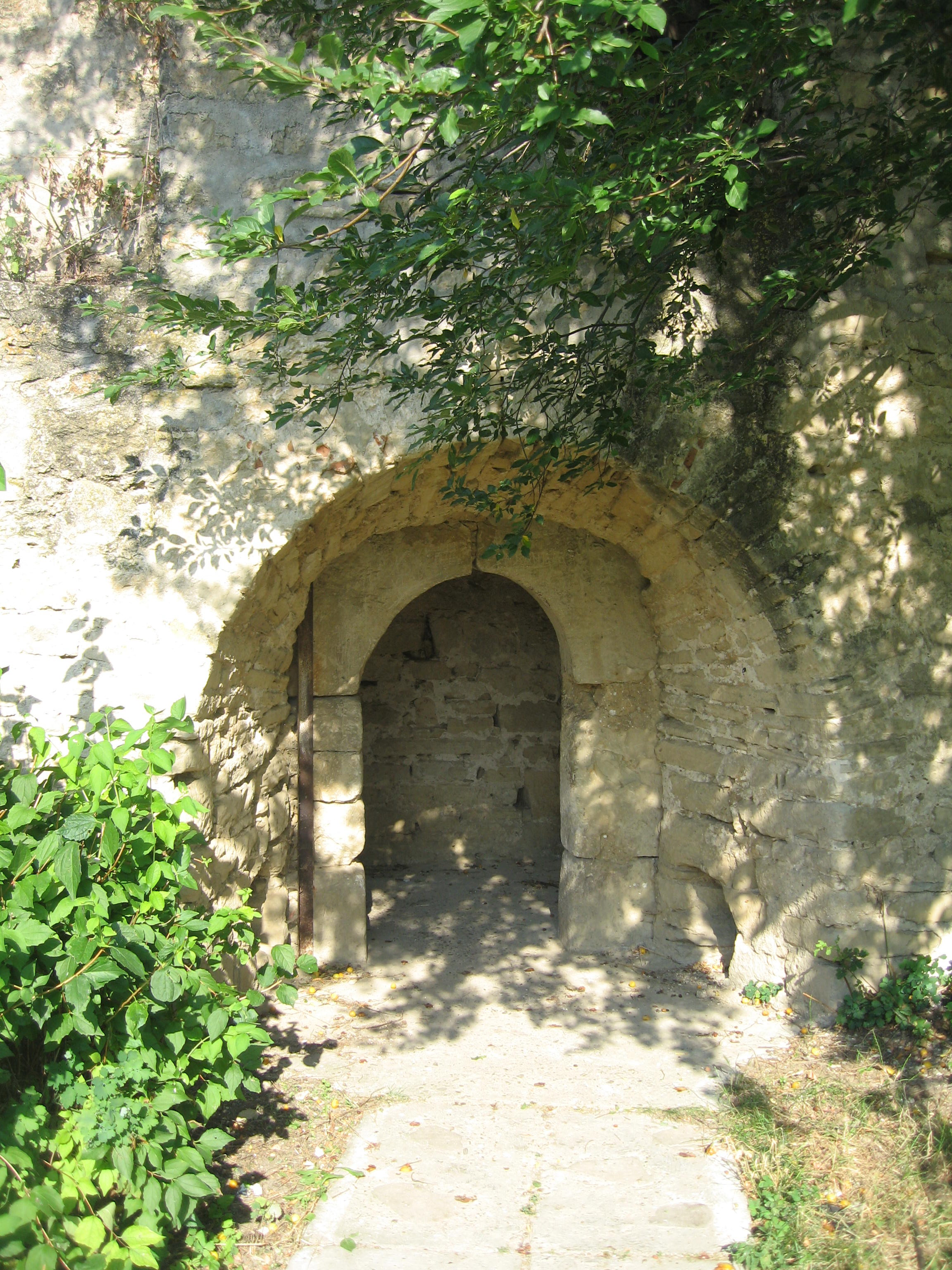
Ieșire pe latura nordică
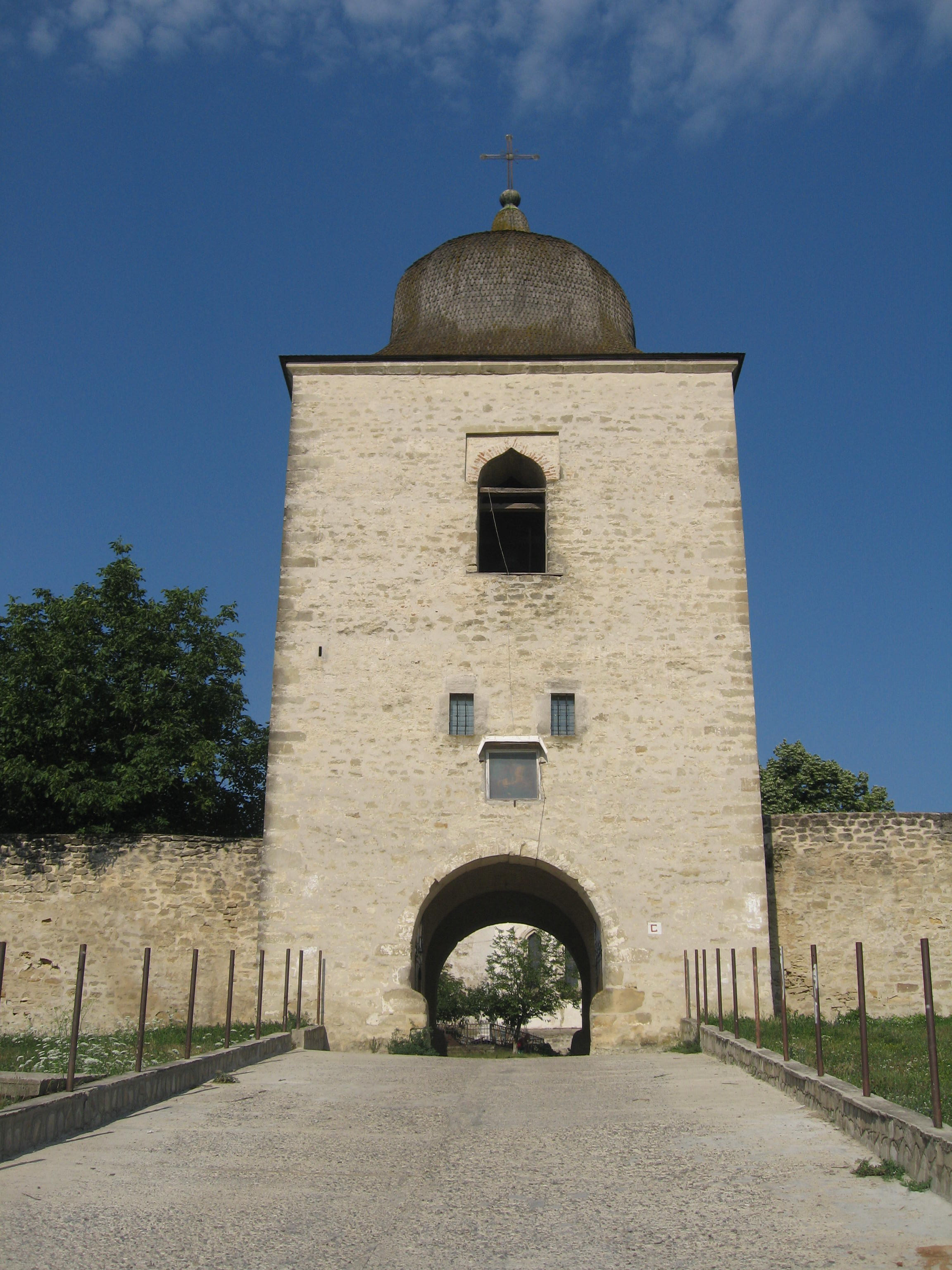
Turnul-clopotniță
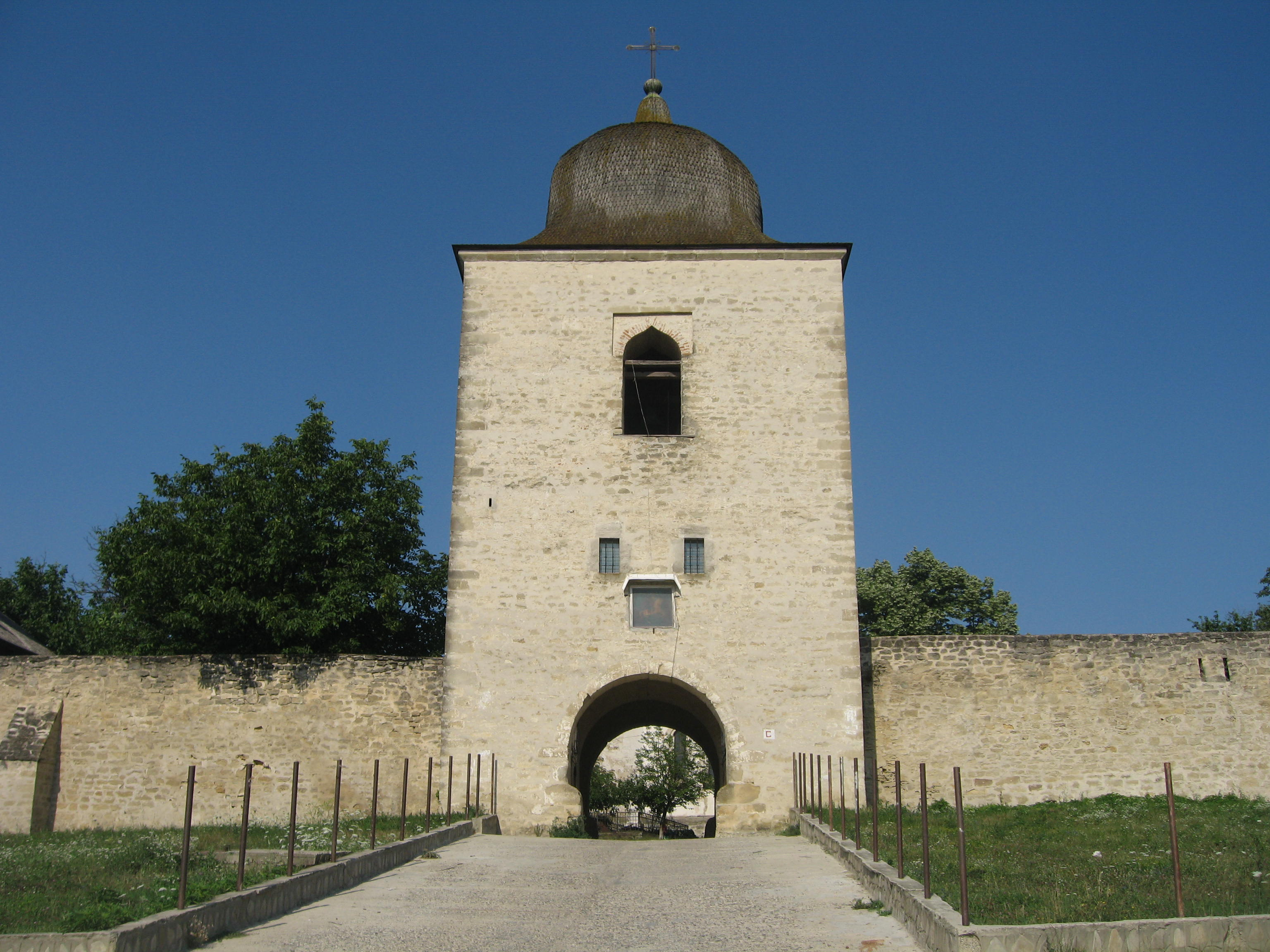
Turnul-clopotniță
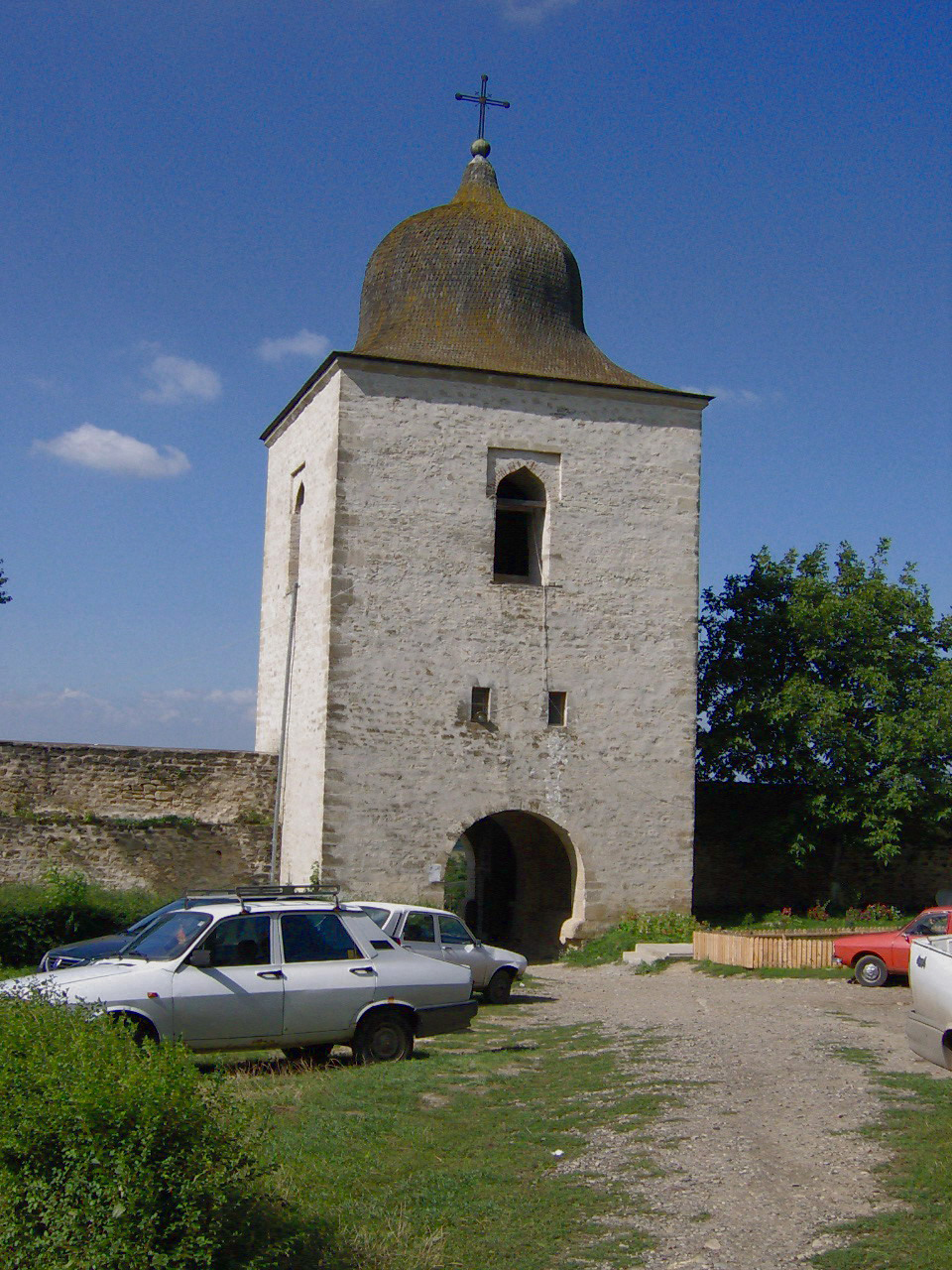
Turnul-clopotniță. Vedere dinspre interior.
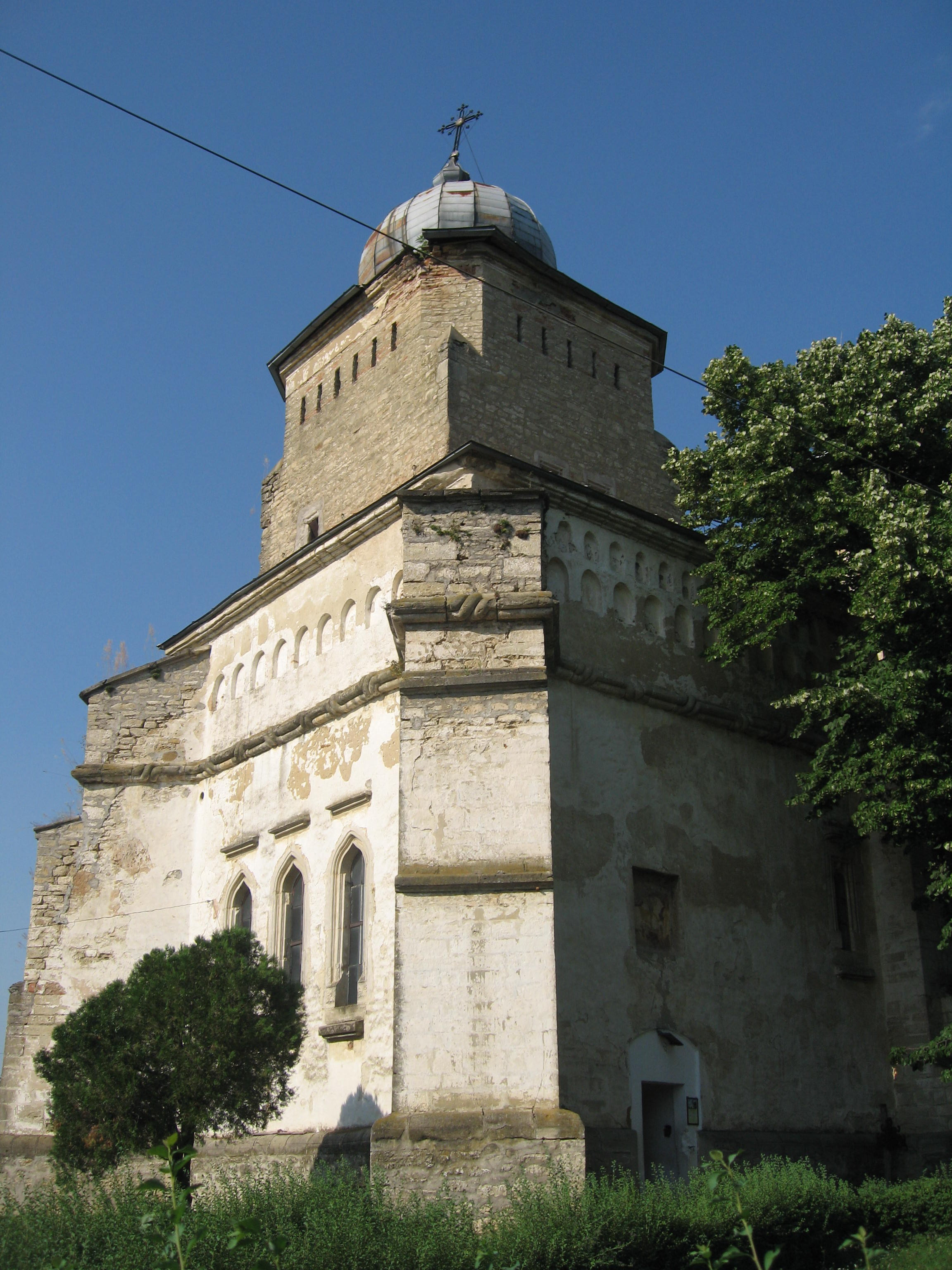
Intrarea în biserică
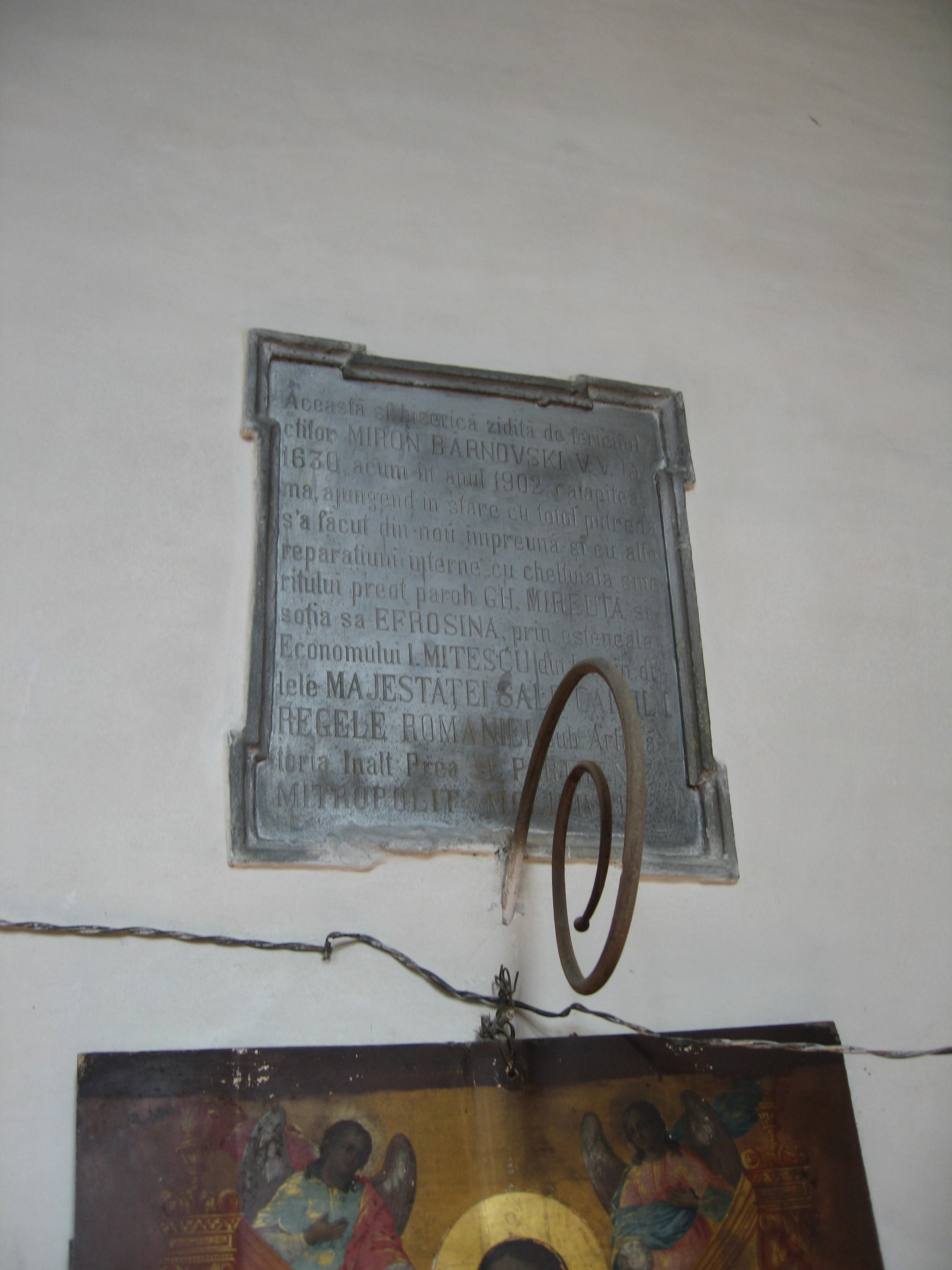
Placa metalică amplasată în pridvor cu ocazia reparațiilor din 1902
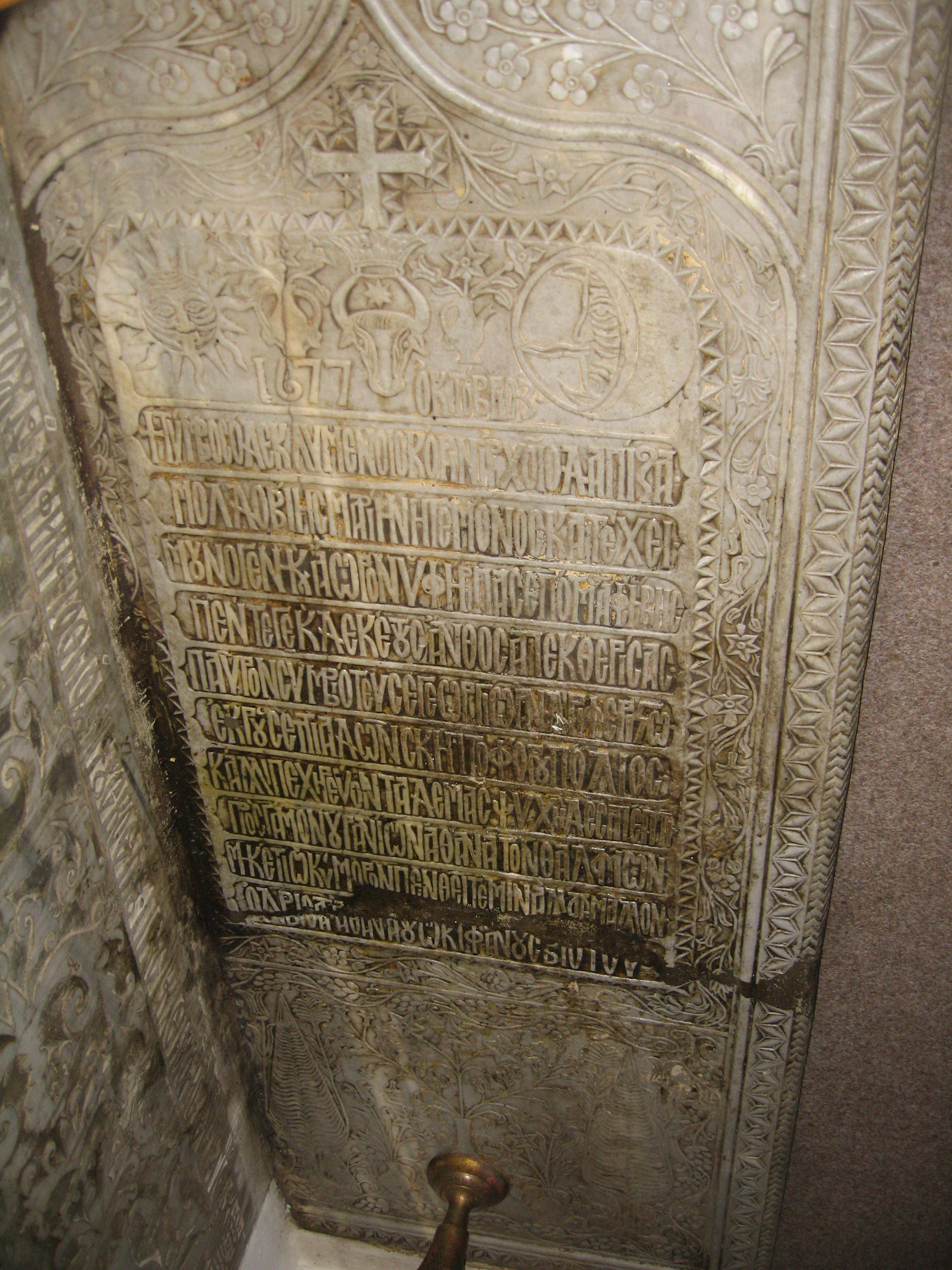
Lespedea funerară a domnitorului Eustratie Dabija
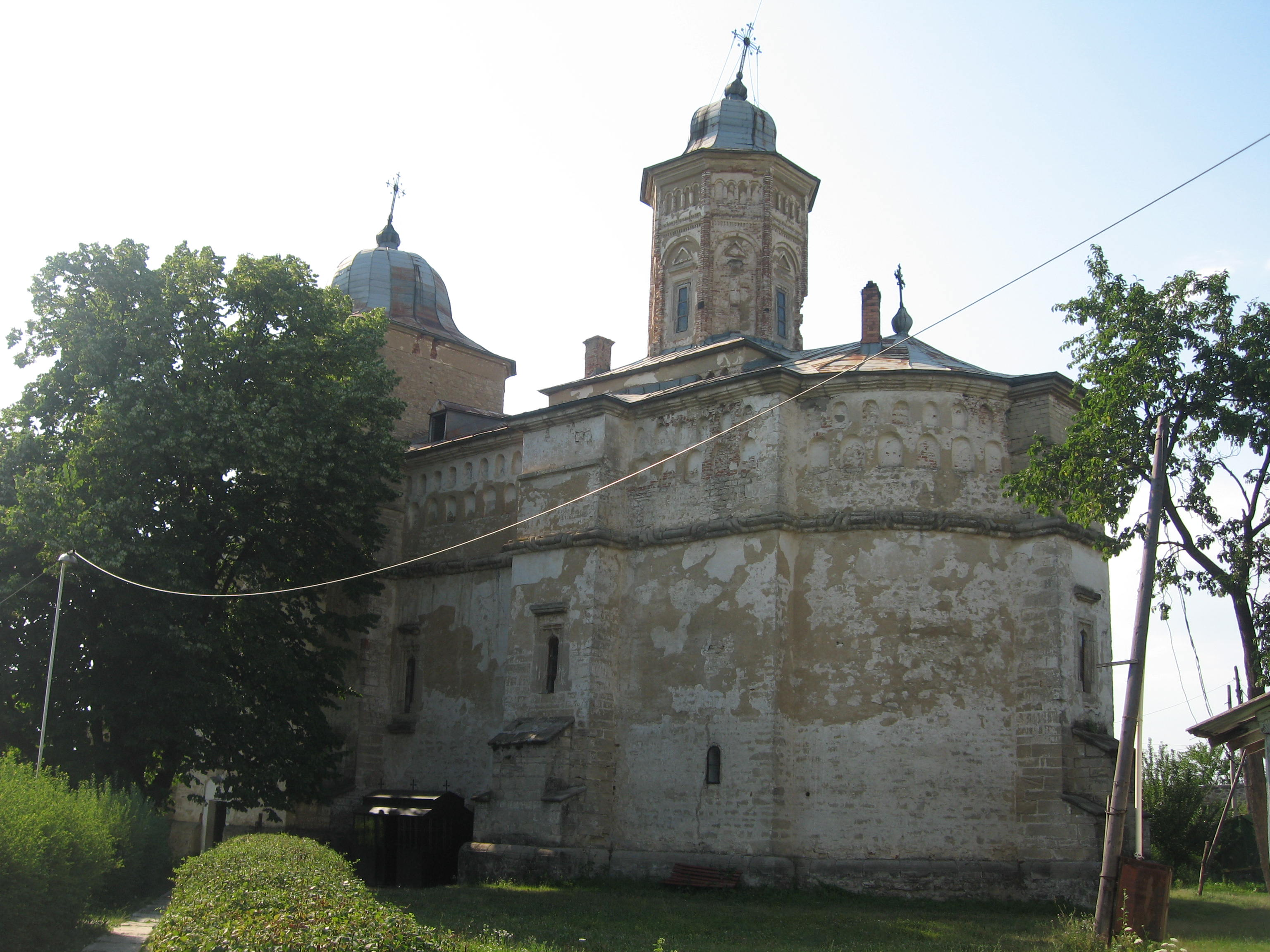
Biserica
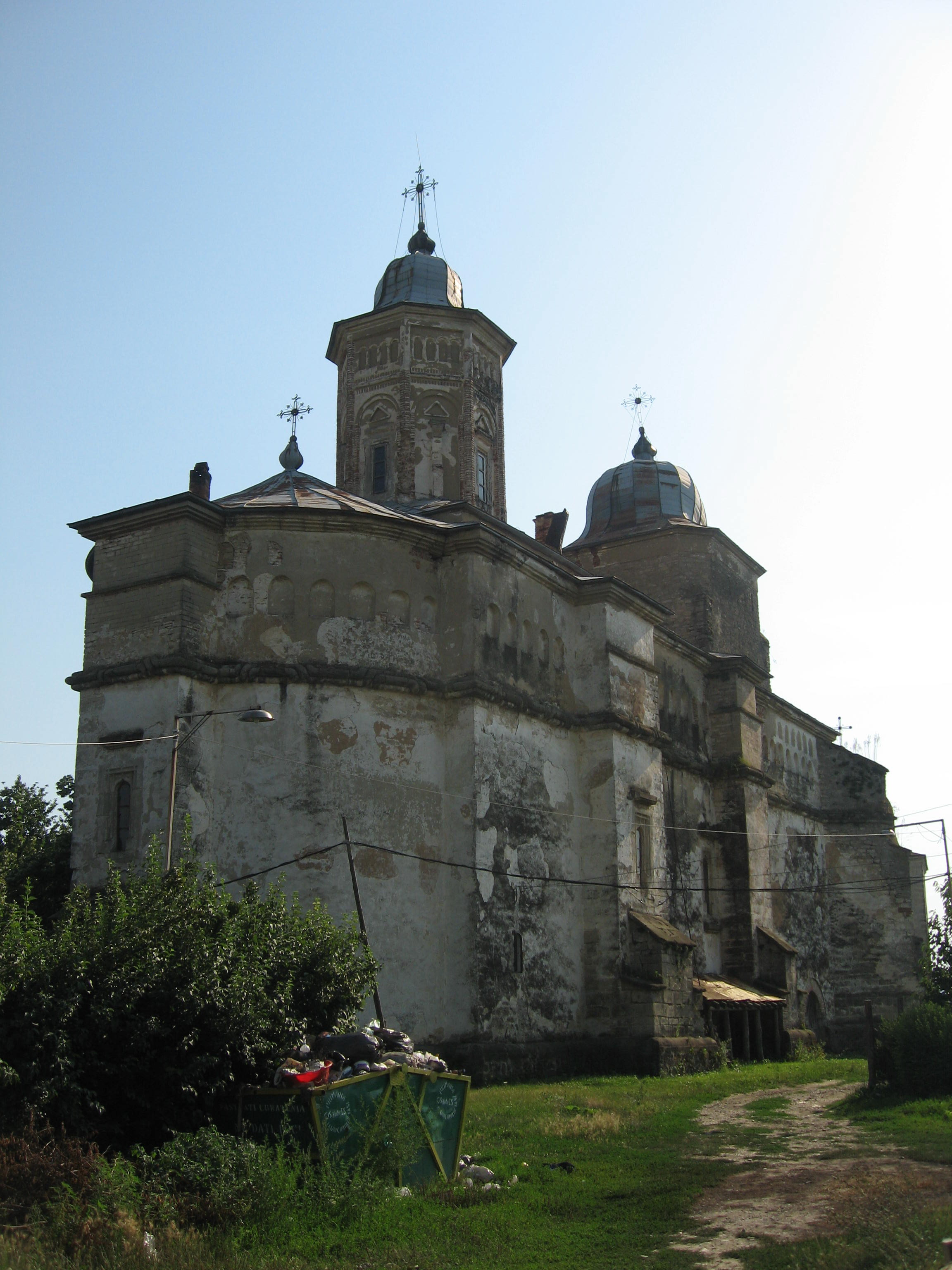
Biserica
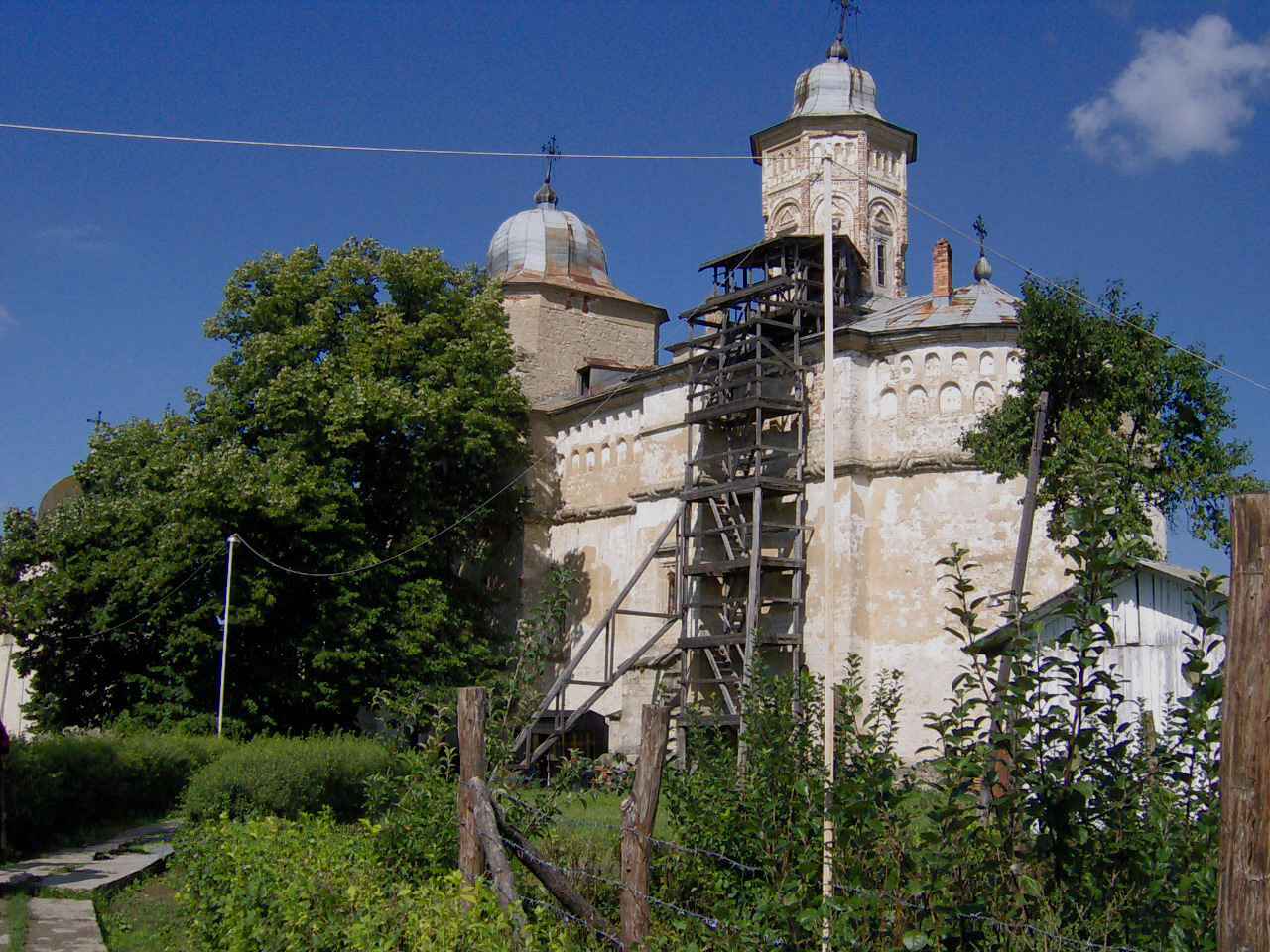
Biserica cu schele
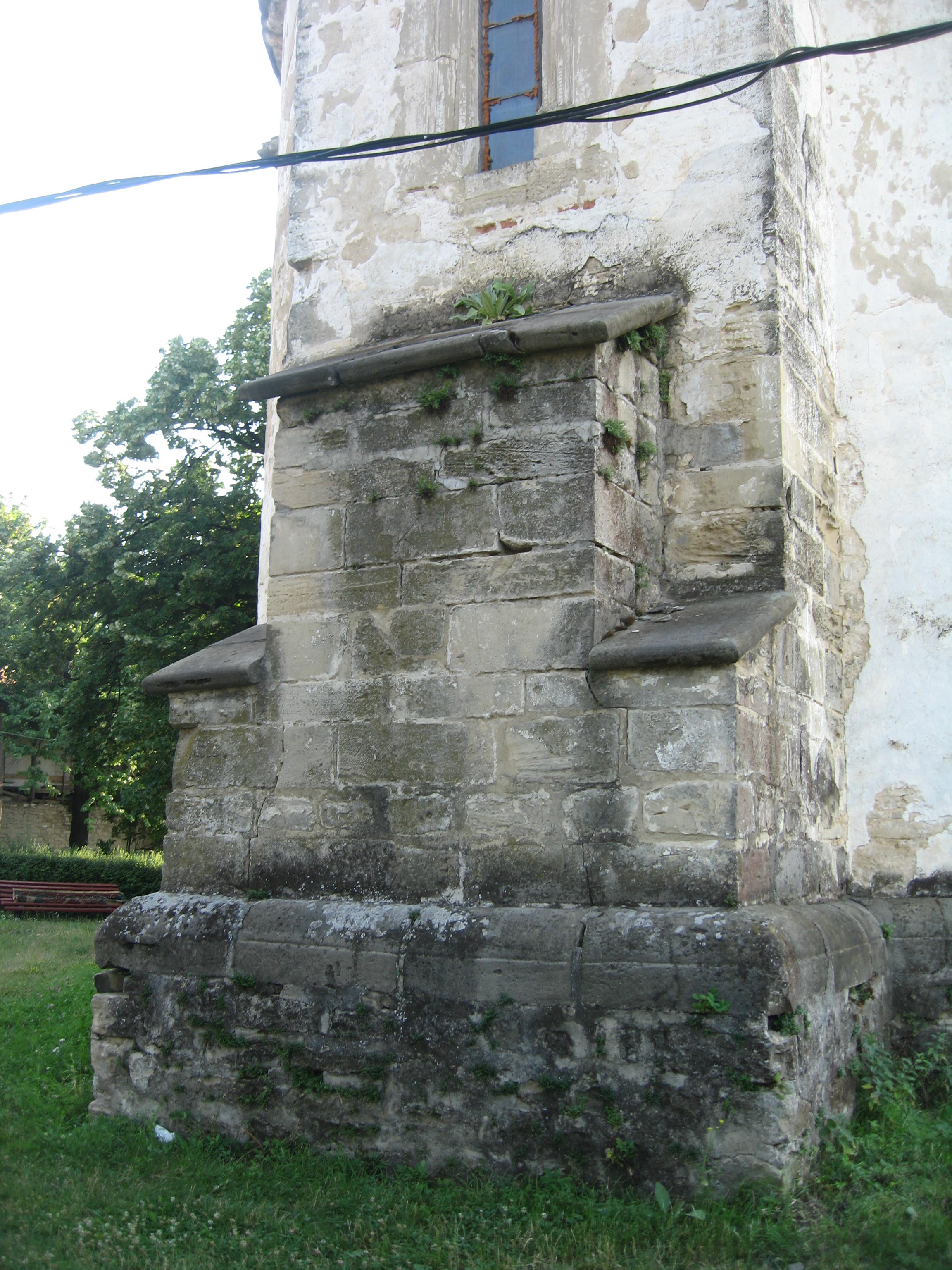
Contrafort ce sprijină absida altarului
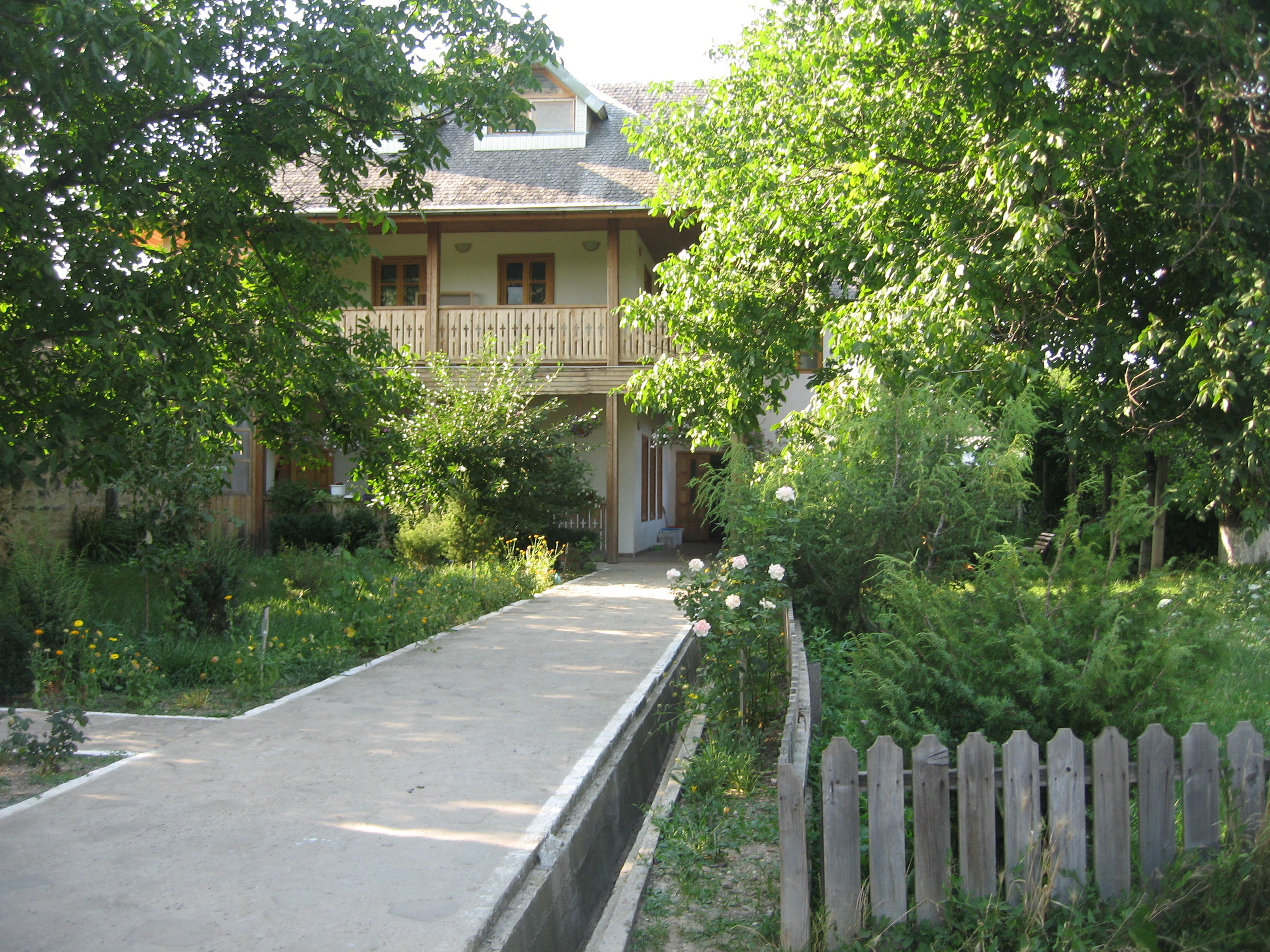
Chilii
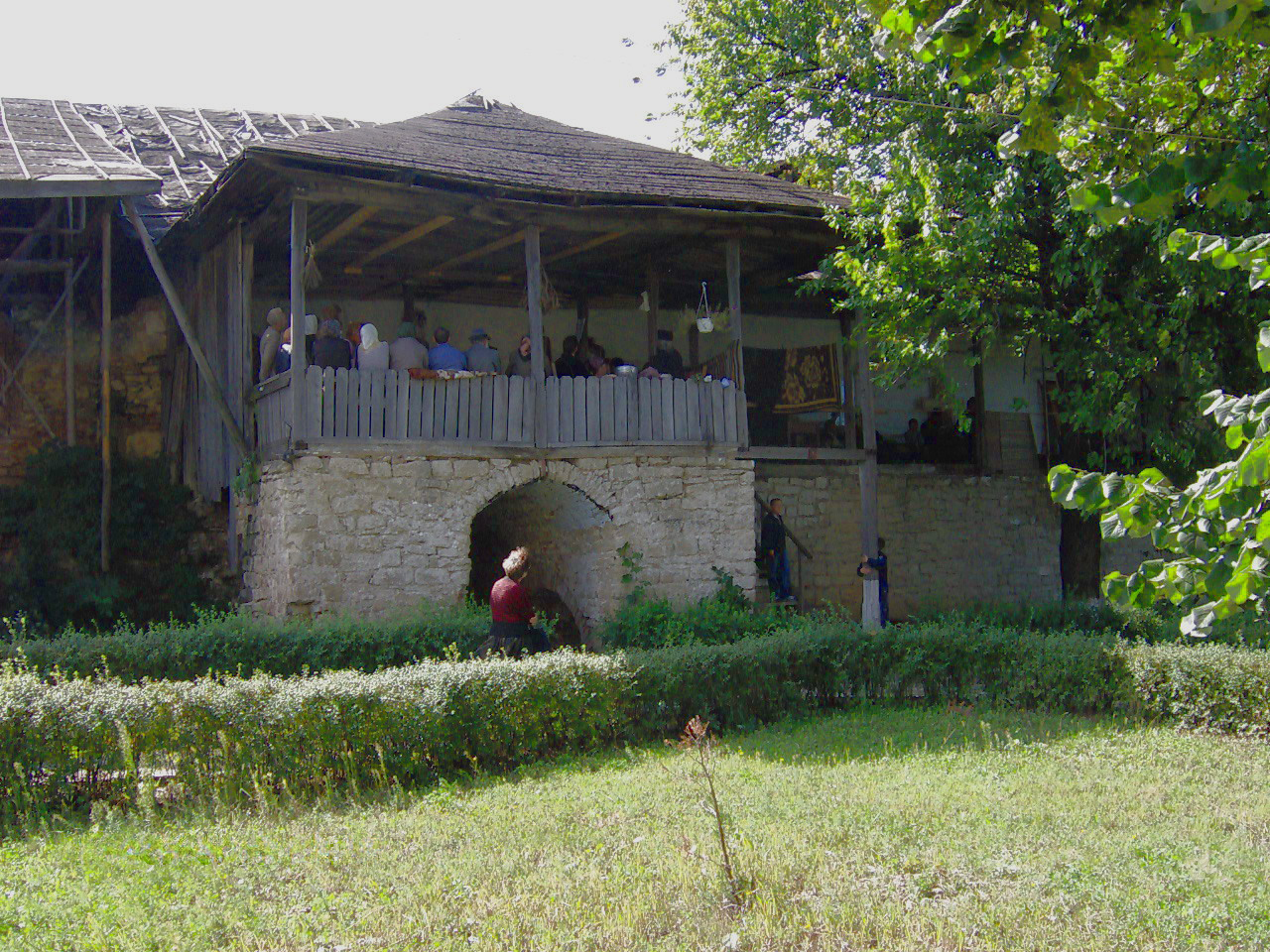
Ruinele Palatului Domnesc
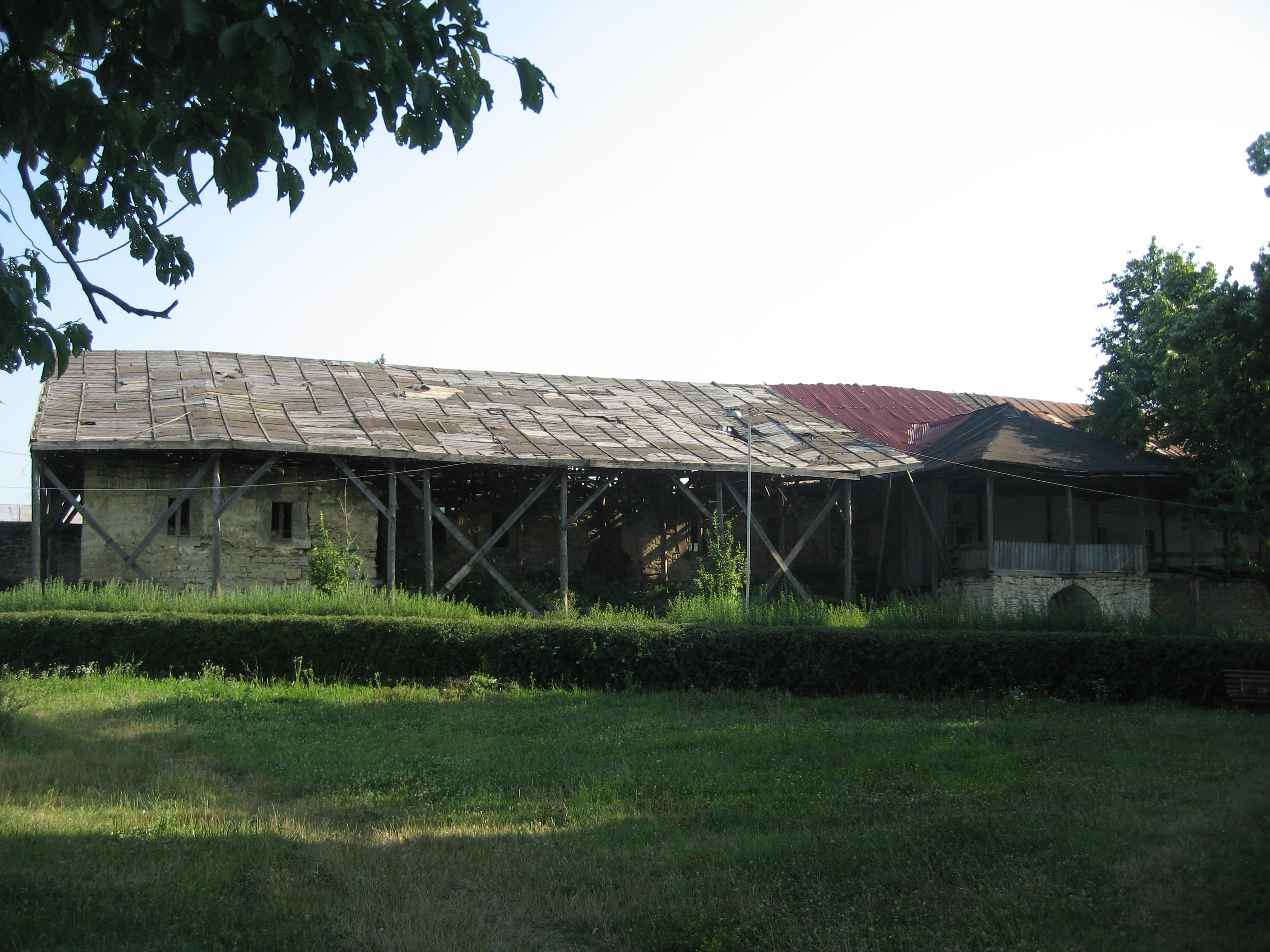
Ruinele Palatului Domnesc
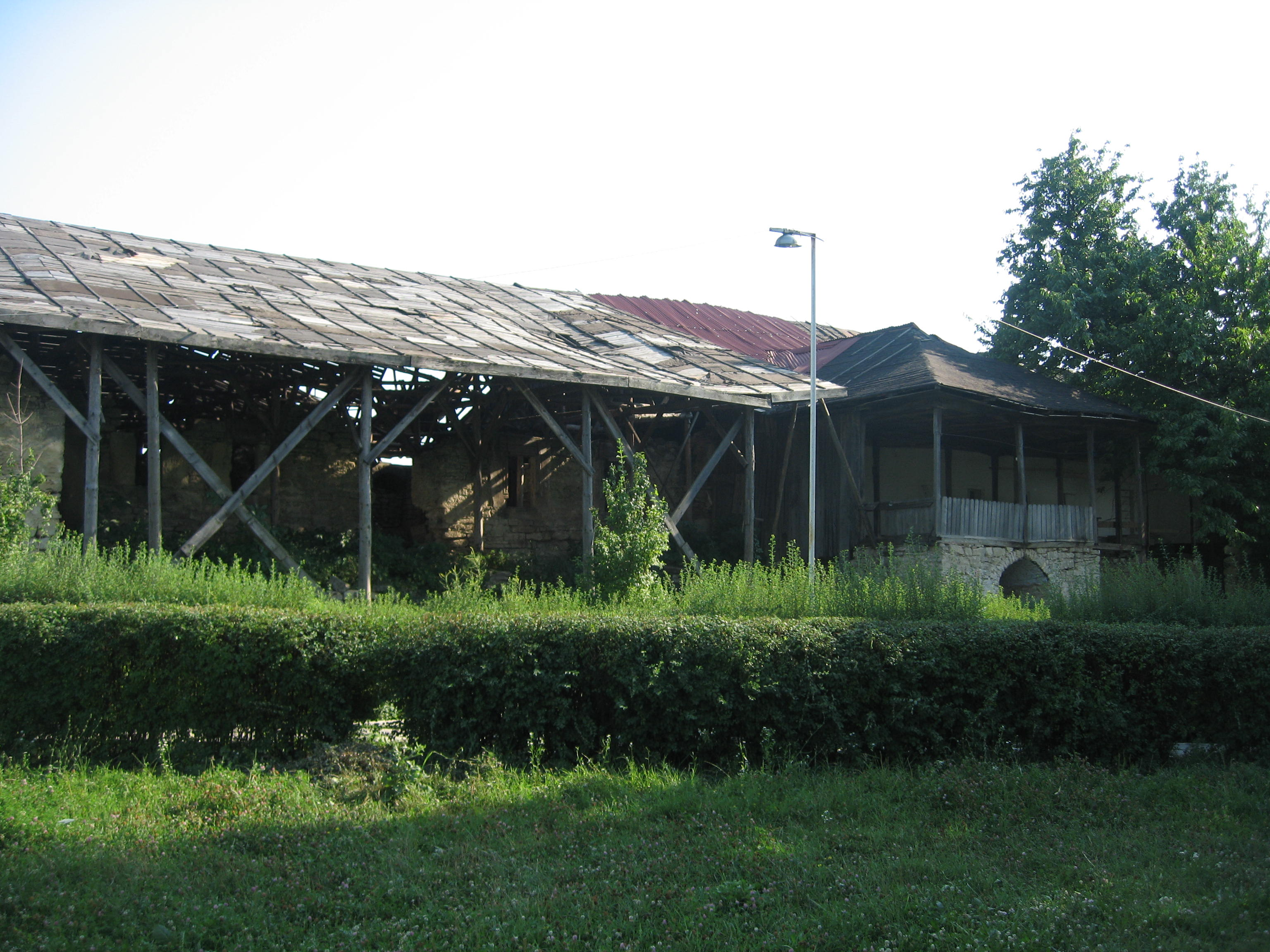
Ruinele Palatului Domnesc
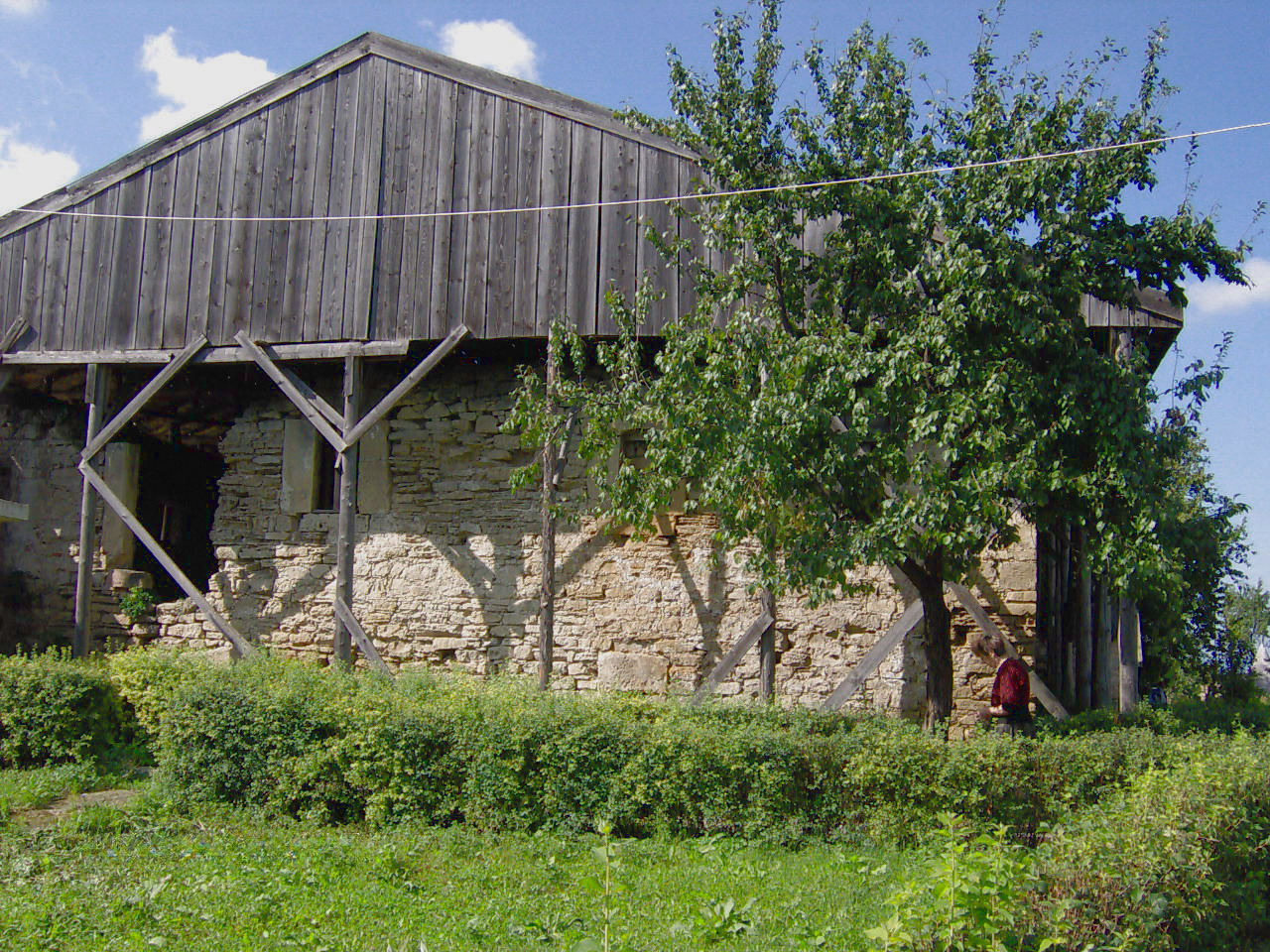
Ruinele Palatului Domnesc
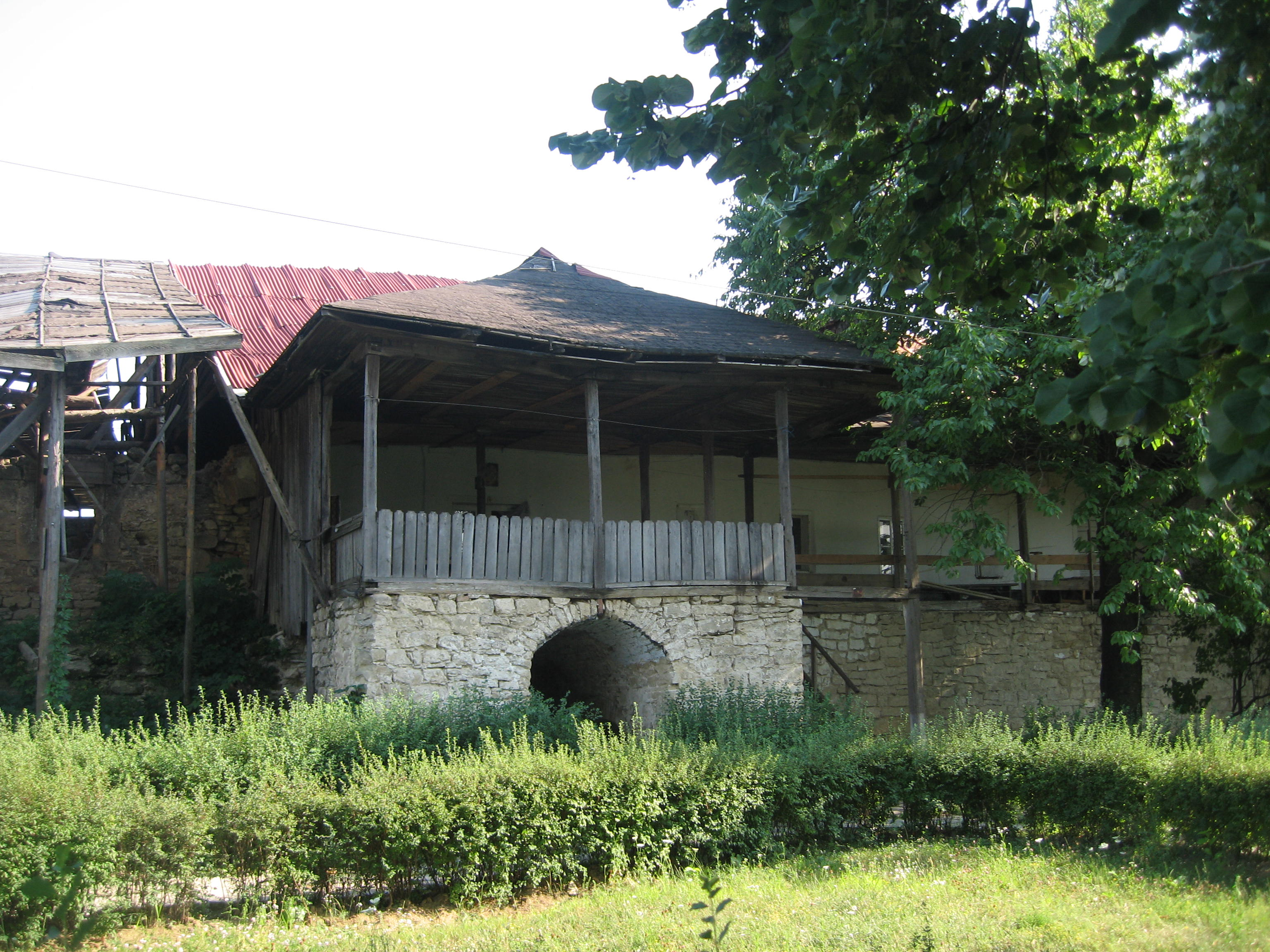
Ruinele Palatului Domnesc
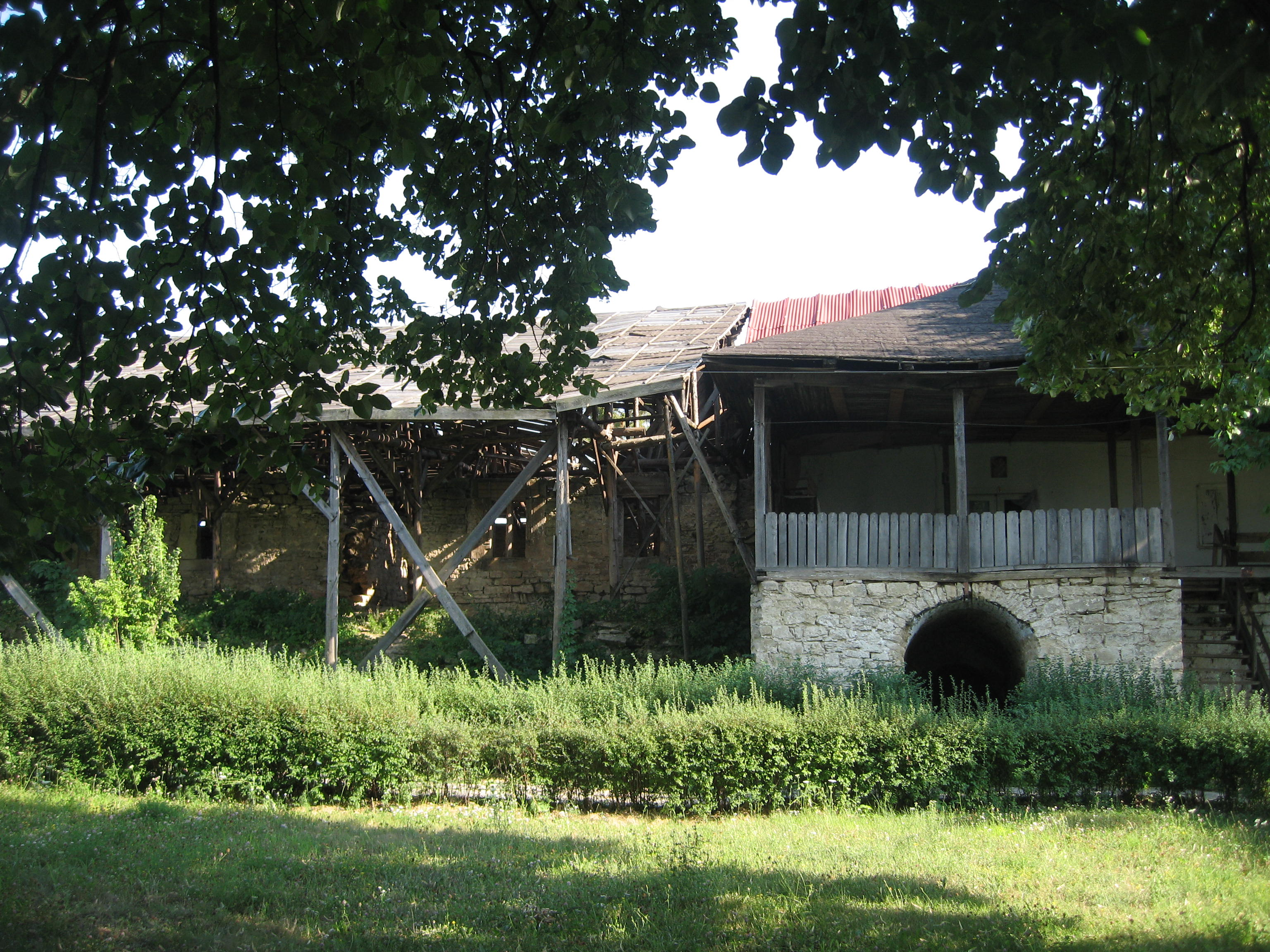
Ruinele Palatului Domnesc
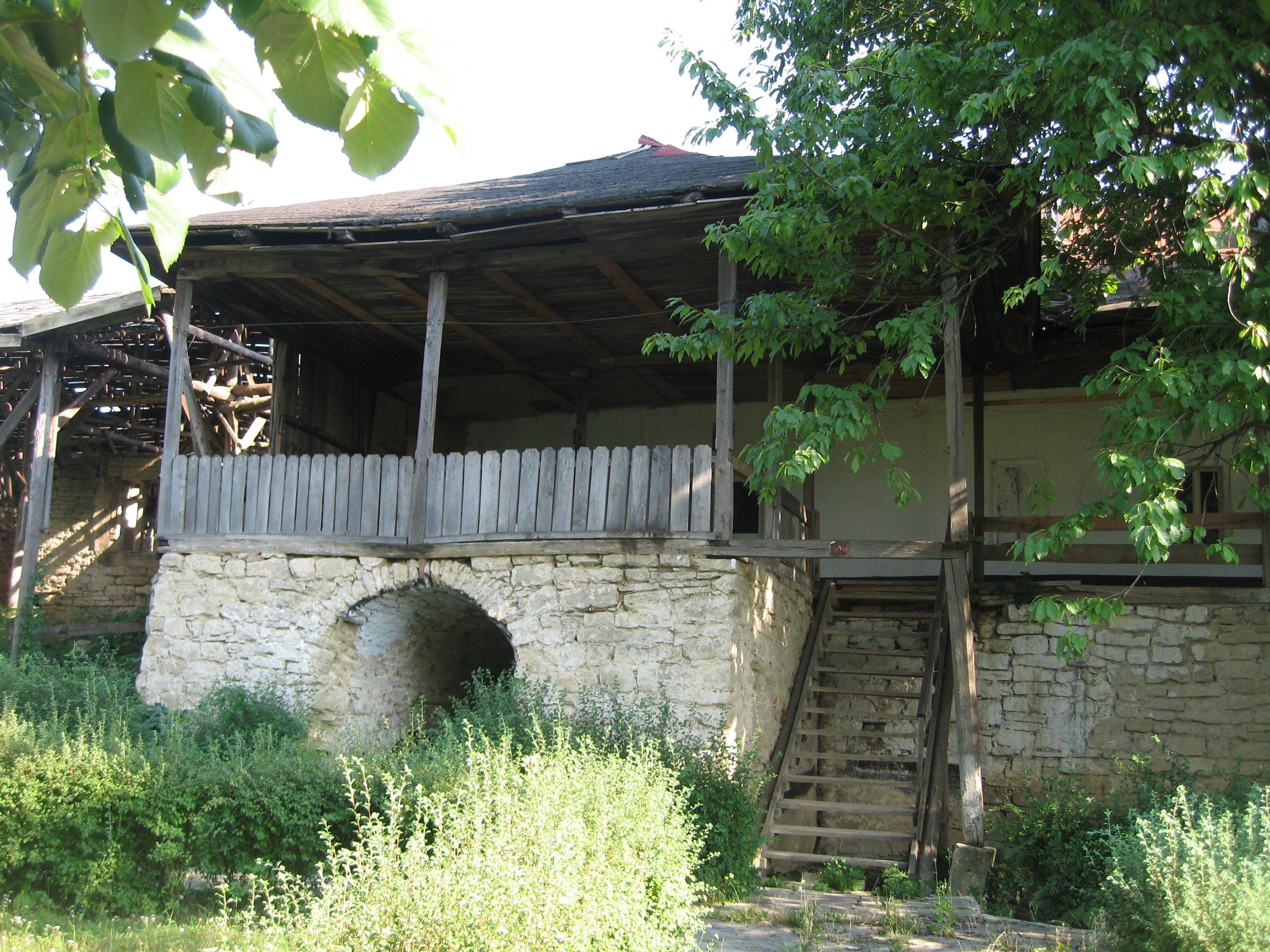
Prispă
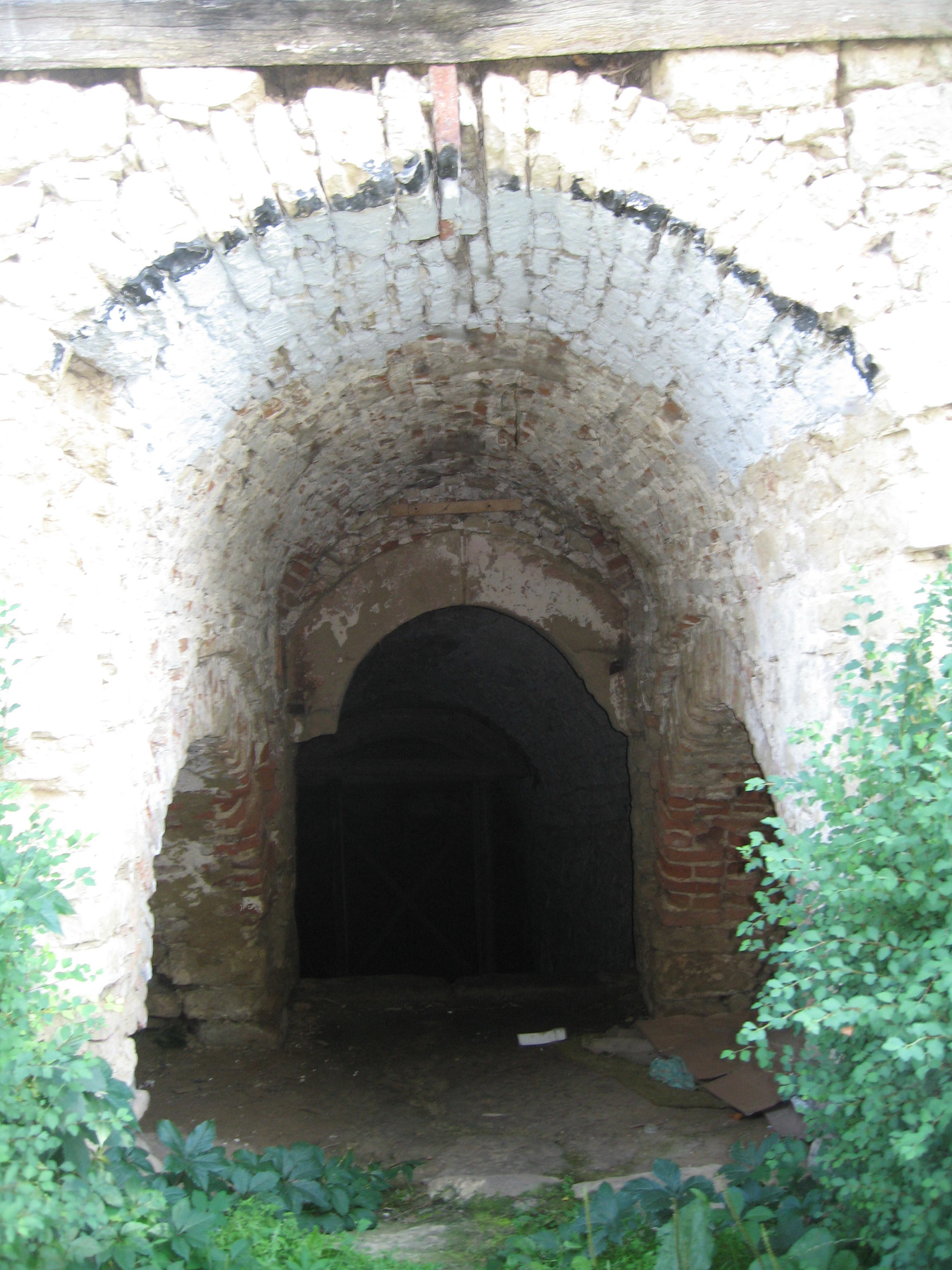
Pivniță
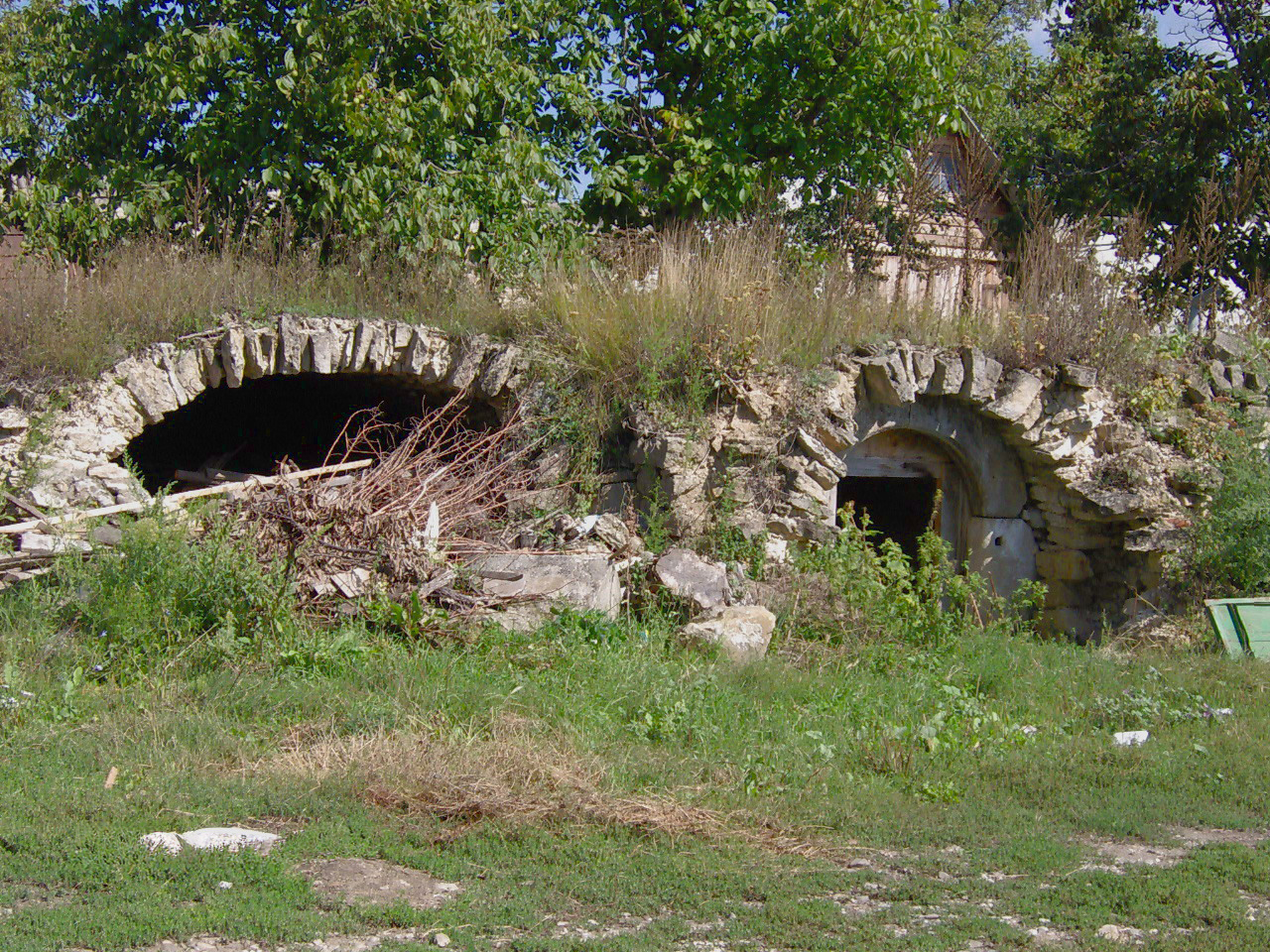
Beciurile Palatului Domnesc
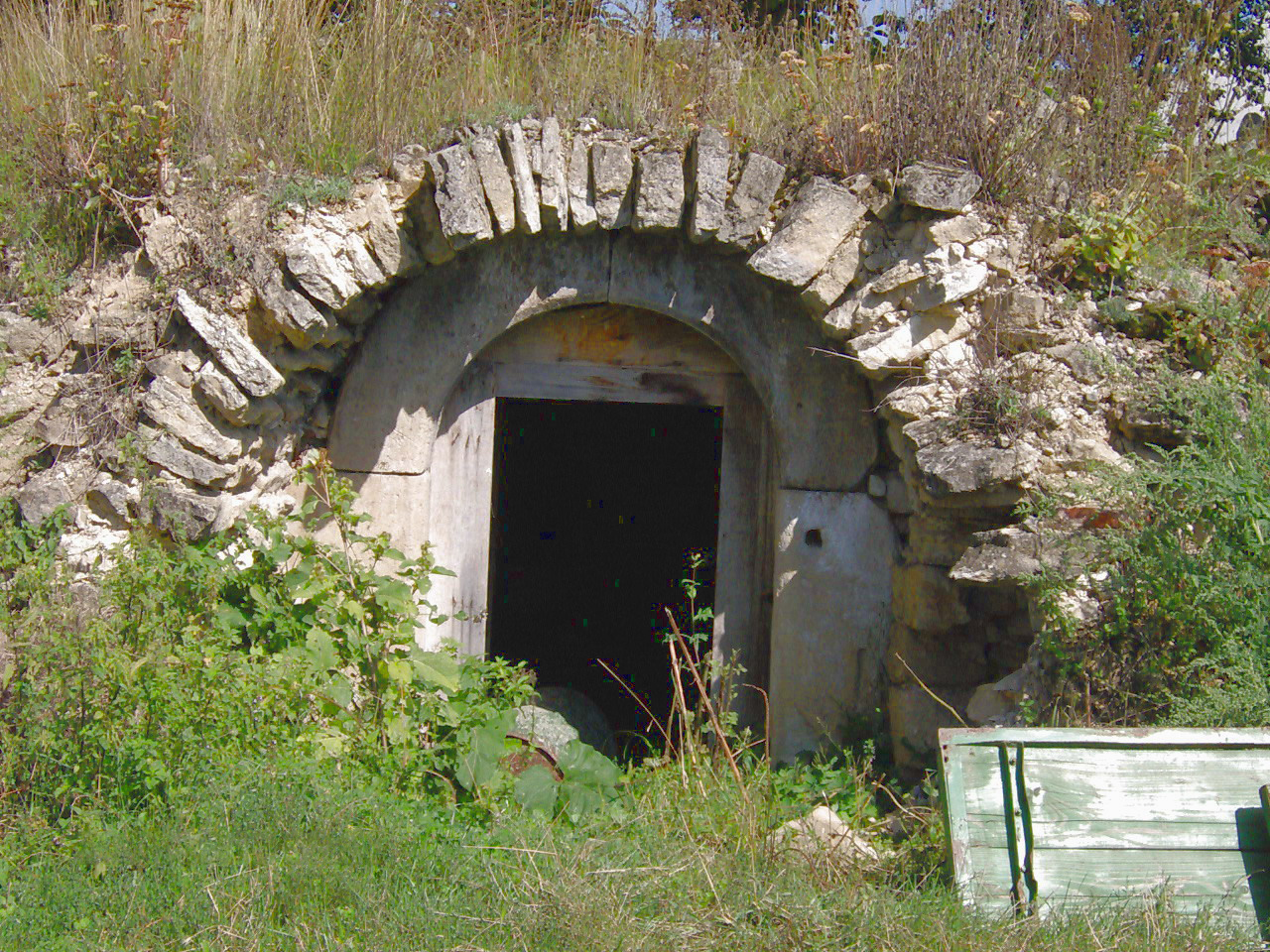
Beciurile Palatului Domnesc
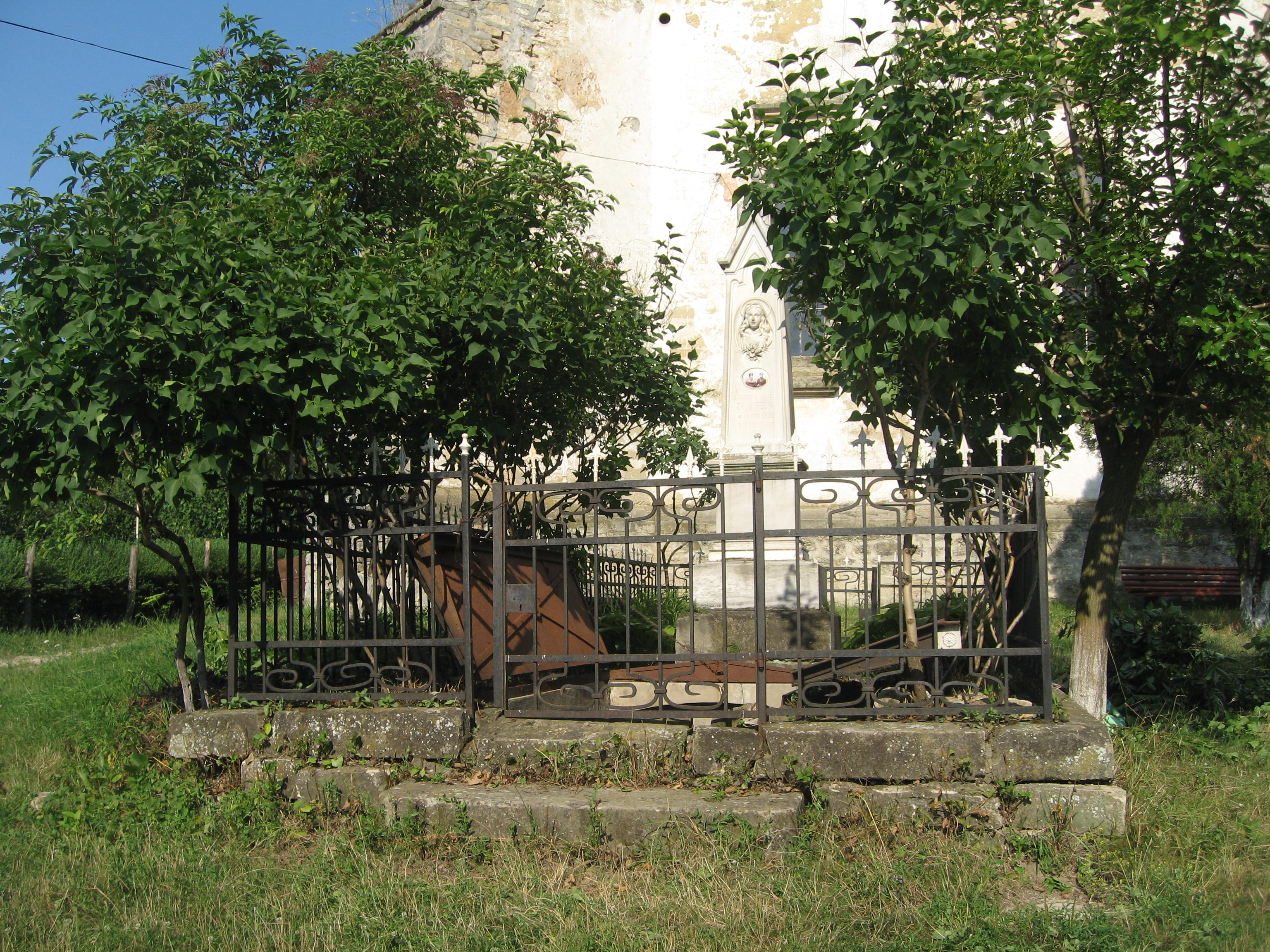
Criptă în spatele pridvorului, în curtea bisericii
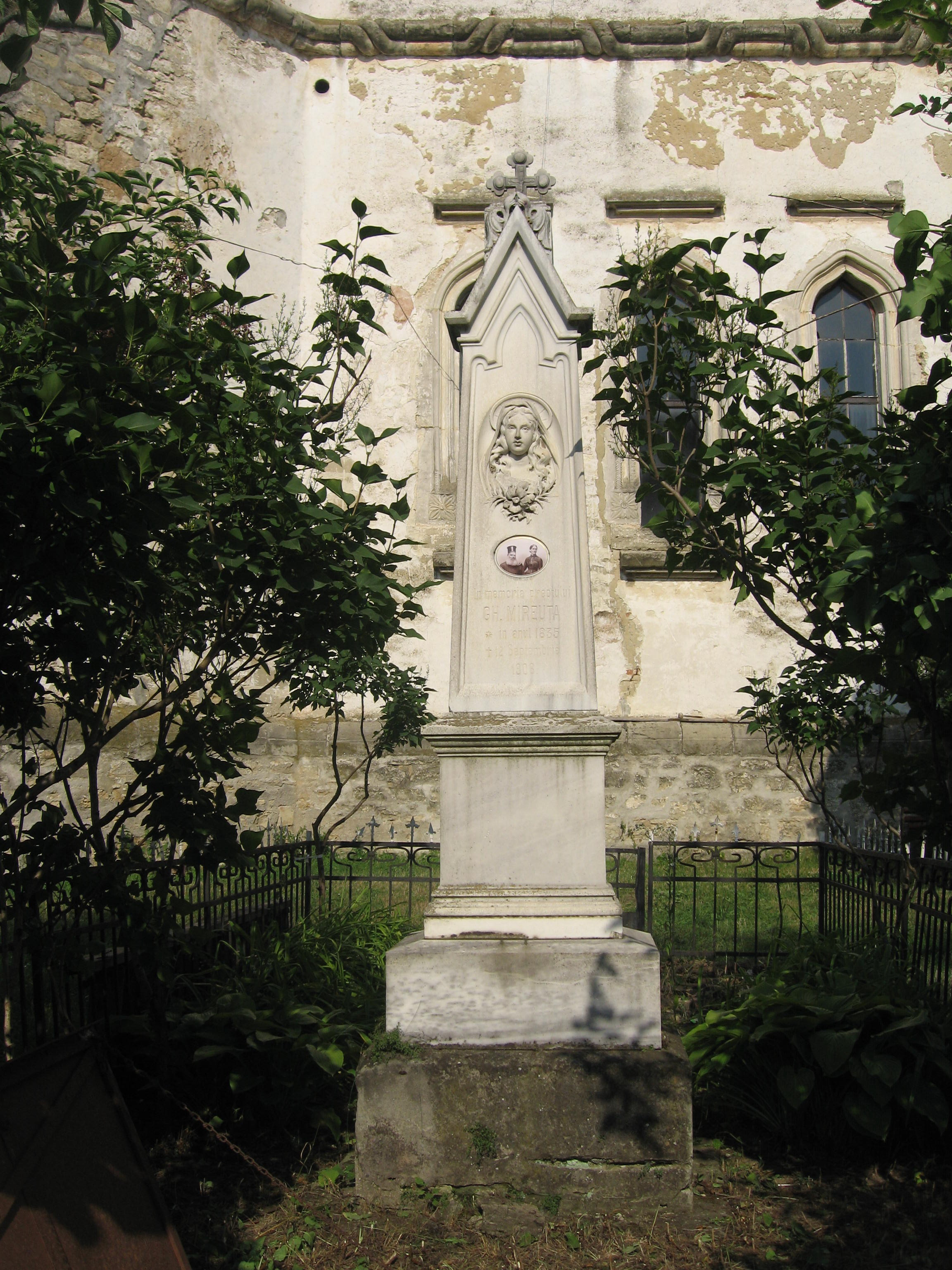
Monument funerar